# Liste de peintures de Vincent van Gogh
Cette liste présente les tableaux par ordre chronologique et lieux de production en huiles sur toiles (sauf mention contraire) de Vincent van Gogh (Groot-Zundert, 30 mars 1853 - Auvers-sur-Oise, 29 juillet 1890), peintre et dessinateur néerlandais. Il a produit plus de 2 000 œuvres d'art dont 871 tableaux et 1 100 dessins (pour ces derniers voir : Liste des dessins de Vincent van Gogh (en)). Le premier catalogue raisonné est établi par Jacob Baart de la Faille (noté F en référence) en 1927 et d'autres sont publiés par la suite en coordination avec le musée Van-Gogh et Jan Hulsker (noté JH en référence).

## Hague-Drenthe
| Tableau | Titre                                                        | Date                   | Dimensions                       | Lieu de conservation                             | Référence        |
| ------- | ------------------------------------------------------------ | ---------------------- | -------------------------------- | ------------------------------------------------ | ---------------- |
|         | Nature morte au chou et aux sabots                           | novembre-décembre 1881 | Huile sur panneau 34 × 55 cm     | Musée Van Gogh, Amsterdam                        | F 1 JH 81        |
|         | Plage de Scheveningen par temps calme                        | août 1882              | 35,5 × 49,5 cm                   | collection privée                                | F 2 JH 173       |
|         | Dunes                                                        | août 1882              | Huile sur panneau 36 × 58,5 cm   | collection privée                                | F 2a JH 176      |
|         | Femmes réparant des filets dans les dunes                    | août 1882              | Huile sur panneau 42 × 62,5 cm   | collection privée                                | F 7 JH 178       |
|         | Jeune-fille devant l'arrêt des fiacres (en)                  | août 1882              | 42 × 53 cm                       | Kunstmuseum, Berne                               | F 13 JH 179      |
|         | Fille dans les bois                                          | août 1882              | Huile sur panneau 35 × 47 cm     | collection privée                                | F 8a JH 180      |
|         | Deux femmes dans les bois                                    | août 1882              | Huile sur panneau 35 × 24,5 cm   | collection privée                                | F 1665 JH 181    |
|         | Fille en blanc dans les bois (en)                            | août 1882              | 39 × 59 cm                       | Musée Kröller-Müller, Otterlo                    | F 8 JH 182 Musée |
|         | Bord d'un bois                                               | août 1882              | Huile sur panneau 34,5 × 49 cm   | Musée Kröller-Müller, Otterlo                    | F 192 JH 184     |
|         | Homme se baissant avec un bâton ou une bêche                 | août 1882              | Huile sur panneau 31 × 29,5 cm   | Musée des Beaux-Arts Kubosō, Izumi               | F 12 JH 185      |
|         | Dunes avec personnages                                       | août 1882              | Huile sur panneau 24 × 32 cm     | collection privée                                | F 3 JH 186       |
|         | Plage de Scheveningen par temps orageux (en)                 | août 1886              | 34,5 × 21 cm                     | Musée Van Gogh, Amsterdam                        | F 4 JH 187       |
|         | Pêcheur sur la plage                                         | août 1882              | Huile sur panneau 51 × 33,5 cm   | Musée Kröller-Müller, Otterlo                    | F 5 JH 188       |
|         | Femme de pêcheur sur la plage                                | août 1882              | Huile sur panneau 52 × 34 cm     | Musée Kröller-Müller, Otterlo                    | F 6 JH 189       |
|         | Groupe de vieilles maisons avec la nouvelle église à La Haye | août 1882              | Huile sur panneau 34 × 25 cm     | collection privée                                | F 204 JH 190     |
|         | Champs de fleurs en Hollande                                 | avril 1883             | Huile sur panneau 48 × 65 cm     | National Gallery of Art, Washington              | F 186 JH 361     |
|         | Trois personnages près d'un canal avec moulin à vent         | août 1883              | inconnu                          | inconnu                                          | F 1666 JH 383    |
|         | Arbre battu par le vent                                      | août 1883              | 35 × 47 cm                       | inconnu                                          | F 10 JH 384      |
|         | Récolteurs de pommes de terre                                | août 1883              | 39,5 × 94,5 cm                   | collection privée                                | F 9 JH 385       |
|         | Passerelle à travers un fossé                                | août 1883              | 60 × 45,8 cm                     | collection privée                                | F 189 JH 386     |
|         | Vaches dans le pré                                           | août 1883              | Huile sur panneau 31,5 × 44 cm   | collection privée                                | F 15 JH 387      |
|         | Vache couchée                                                | août 1883              | 30 × 50 cm                       | collection privée                                | F 1b JH 388      |
|         | Vache couchée                                                | août 1883              | 19 × 47,5 cm                     | inconnu                                          | F 1c JH 389      |
|         | Fermes près de La Haye au crépuscule                         | août 1883              | Huile sur panneau 33 × 50 cm     | Centraal Museum, Utrecht                         | F 16 JH 391      |
|         | Le Semeur (étude)                                            | août 1883              | 19 × 27,5 cm                     | inconnu                                          | F 11 JH 392      |
|         | Paysage avec dunes                                           | août 1883              | Huile sur panneau 33,5 × 48,5 cm | collection privée                                | F 15a JH 393     |
|         | Paysage marécageux (en)                                      | août 1883              | 25 × 45,5 cm                     | collection privée                                | JH 394           |
|         | Chalets                                                      | septembre 1883         | 35,5 × 55,5 cm                   | Musée Van Gogh, Amsterdam                        | F 17 JH 395      |
|         | Ferme parmi les arbres                                       | septembre 1883         | Huile sur panneau 28,5 × 39,5 cm | Musée de la collection de Jean-Paul II, Varsovie | F 18 JH 397      |
|         | Deux femmes dans la lande                                    | octobre 1883           | 27,8 × 36,5 cm                   | Musée Van Gogh, Amsterdam                        | F 19 JH 409      |
|         | Paysage avec une église au crépuscule                        | octobre 1883           | Huile sur carton 36 × 53 cm      | collection privée                                | F 188 JH 413     |
|         | Bateau tourbière avec deux personnages                       | octobre 1883           | Huile sur carton 37 × 55,5 cm    | Musée régional de Drenthe, Assen                 | F 21 JH 415      |
|         | Paysan brûlant les mauvaises herbes                          | octobre 1883           | Huile sur carton 30,5 × 39,5 cm  | Musée régional de Drenthe, Assen                 | F 20 JH 417      |
|         | Ferme avec des tas de tourbe                                 | octobre 1883           | Huile sur carton 37,5 × 55 cm    | Musée Van Gogh, Amsterdam                        | F 22 JH 421      |

## Nuenen-Anvers
| Tableau | Titre                                                                                  | Date                            | Dimensions                                      | Lieu de conservation                                                   | Référence                         |
| ------- | -------------------------------------------------------------------------------------- | ------------------------------- | ----------------------------------------------- | ---------------------------------------------------------------------- | --------------------------------- |
|         | Tisserand vu de droite (demi-figure)                                                   | janvier 1884                    | 48 × 46 cm                                      | collection privée                                                      | F 26 JH 450                       |
|         | Tisserand tourné vers la droite                                                        | février 1884                    | Huile sur panneau 37 × 45 cm                    | collection privée, vente 2023                                          | F 162 JH 457 Catalogue Christie's |
|         | La vieille tour de Nuenen avec un laboureur                                            | février 1884                    | 34,5 × 42 cm                                    | Musée Kröller-Müller, Otterlo                                          | F 34 JH 459                       |
|         | Tisserand vu de gauche avec rouet                                                      | mars 1884                       | 61 × 85 cm                                      | Musée des Beaux-Arts, Boston                                           | F 29 JH 471                       |
|         | Paysage avec saules têtards                                                            | avril 1884                      | Huile sur panneau 43 × 58 cm                    | collection privée                                                      | F 31 JH 477                       |
|         | Tisserand organisant des fils                                                          | avril-mai 1884                  | Huile sur panneau 41 × 57 cm                    | Musée Kröller-Müller, Otterlo                                          | F 35 JH 478 Musée                 |
|         | La vieille tour de Nuenen avec des passants                                            | mai 1884                        | Huile sur panneau 33,5 × 44 cm                  | collection privée                                                      | F 184 JH 458                      |
|         | Métier à tisser avec tisserand                                                         | mai 1884                        | 70 × 85 cm                                      | Musée Kröller-Müller, Otterlo                                          | F 30 JH 479                       |
|         | Tisserand debout devant un métier à tisser                                             | mai 1884                        | Huile sur panneau 19 × 41 cm                    | collection privée                                                      | F 32 JH 480                       |
|         | Le Jardin du presbytère de Nuenen au printemps                                         | mai 1884                        | Huile sur panneau 25 × 57 cm                    | volé en 2020 au Musée de Groningue, Pays-Bas                           | F 185 JH 484                      |
|         | Moulin à eau de Kollen près de Nuenen                                                  | mai 1884                        | Huile sur toile sur carton 57,5 × 78 cm         | Noordbrabants Museum (en), Bois-le-Duc                                 | F 48a JH 488                      |
|         | Tisserand debout devant un métier à tisser                                             | mai 1884                        | 55 × 79 cm                                      | collection privée                                                      | F 33 JH 489                       |
|         | Ancienne clocher de l'église de Nuenen (en)                                            | mai 1884                        | Huile sur panneau 47,5 × 55 cm                  | Fondation et Collection Emil G. Bührle, Zurich                         | F 88 JH 490                       |
|         | Tisserand près d'une fenêtre ouverte                                                   | juillet 1884                    | 67,7 × 93,2 cm                                  | Neue Pinakothek, Munich                                                | F 24 JH 500                       |
|         | Tisserand à l'intérieur avec trois petites fenêtres                                    | juillet 1884                    | 61 × 93 cm                                      | Musée Kröller-Müller , Otterlo                                         | F 37 JH 501                       |
|         | Tisserand vu de face                                                                   | juillet 1884                    | Huile sur panneau 47 × 61,3 cm                  | Musée Boijmans Van Beuningen, Rotterdam                                | F 27 JH 503                       |
|         | Chariot avec bœuf rouge et blanc (en)                                                  | juillet 1884                    | Huile sur panneau 57 × 82,5 cm                  | Musée Kröller-Müller , Otterlo                                         | F 38 JH 504                       |
|         | Chariot avec bœuf noir (en)                                                            | juillet 1884                    | 60 × 80 cm                                      | Portland Art Museum, Portland                                          | F 39 JH 505                       |
|         | La vieille tour dans les champs                                                        | juillet 1884                    | Huile sur panneau 35 × 47 cm                    | collection privée                                                      | F 40 JH 507                       |
|         | Village au coucher du soleil                                                           | été 1884                        | Huile sur panneau 57 × 82 cm                    | Rijksmuseum Amsterdam                                                  | F 190 JH 492                      |
|         | Agriculteurs plantant des pommes de terre                                              | août-septembre 1884             | 66 × 149 cm                                     | Musée Kröller-Müller , Otterlo                                         | F 41 JH 513                       |
|         | Plantations de pommes de terre                                                         | septembre 1884                  | 70,5 × 170 cm                                   | Musée Von-der-Heydt, Wuppertal                                         | F 172 JH 514                      |
|         | Ramasseurs de bois dans la neige                                                       | septembre 1884                  | 67 × 126 cm                                     | collection privée                                                      | F 43 JH 516                       |
|         | Berger avec un troupeau de moutons                                                     | septembre 1884                  | 67 × 126 cm                                     | Musée Soumaya, Mexico                                                  | F 42 JH 517                       |
|         | Allée des peupliers au coucher du soleil                                               | octobre 1884                    | 45,5 × 32,5 cm                                  | Musée Kröller-Müller , Otterlo                                         | F 123 JH 518                      |
|         | Voie en automne                                                                        | octobre 1884                    | Huile sur panneau 46 × 35 cm                    | collection privée                                                      | F 120 JH 519                      |
|         | Allée de peupliers en automne                                                          | octobre 1884                    | Huile sur panneau 99 × 66 cm                    | Musée Van Gogh, Amsterdam                                              | F 122 JH 522                      |
|         | Congrégation quittant l'Église réformée de Nuenen                                      | 1884-1885                       | 41,3 × 32,1 cm                                  | Musée Van Gogh, Amsterdam                                              | F 25 JH 521                       |
|         | Vase avec monnaie-du-pape                                                              | automne-hiver 1884-1885         | 42,7 × 31,7 cm                                  | Musée Van Gogh, Amsterdam                                              | F 76 JH 542                       |
|         | Moulin à eau de Gennep                                                                 | novembre 1884                   | 60 × 78,5 cm                                    | Noordbrabants Museum (en), Bois-le-Duc                                 | F 46 JH 524                       |
|         | Moulin à eau de Gennep                                                                 | novembre 1884                   | 85 × 151 cm                                     | Musée Thyssen-Bornemisza, Madrid                                       | F 125 JH 525                      |
|         | Moulin à eau de Gennep                                                                 | novembre 1884                   | Huile sur carton 75 × 100 cm                    | collection privée                                                      | F 1144a JH 523                    |
|         | Moulin à eau de Opwetten                                                               | novembre 1884                   | Huile sur panneau 45 × 58 cm                    | collection privée                                                      | F 48 JH 527                       |
|         | Nature morte aux pots, bocal et bouteilles                                             | novembre 1884                   | 29,5 × 39,5 cm                                  | Musée d'Art de La Haye                                                 | F 178r JH 528                     |
|         | Nature morte aux cinq bouteilles                                                       | novembre 1884                   | 46,5 × 56 cm                                    | Österreichische Galerie Belvedere, Vienne                              | F 56 JH 530                       |
|         | Nature morte avec poterie, verre à bière et bouteille                                  | novembre 1884                   | Huile sur panneau 31 × 41 cm                    | collection privée                                                      | F 58 JH 531                       |
|         | Nature morte avec deux sacs et une bouteille                                           | novembre 1884                   | Huile sur panneau 31,7 × 42 cm                  | collection privée                                                      | F 55 JH 532                       |
|         | Nature morte aux bouteilles et faïence                                                 | novembre 1884                   | 31,5 × 41,7 cm                                  | Musée Van Gogh, Amsterdam                                              | F61r JH 533                       |
|         | Chopes à bière                                                                         | novembre 1884                   | 31,5 × 42,5 cm                                  | Musée Van Gogh, Amsterdam                                              | F49 JH 534                        |
|         | Nature morte au moulin à café, étui à pipe et cruche                                   | novembre 1884                   | 34 × 43 cm                                      | Musée Kröller-Müller , Otterlo                                         | F 52 JH 535                       |
|         | Nature morte aux sabots et pots                                                        | novembre 1884                   | Huile sur panneau 42 × 54 cm                    | Centraal Museum, Utrecht                                               | F 54 JH 536                       |
|         | Nature morte aux bouteilles, vase et coquillage                                        | novembre 1884                   | Huile sur toile sur carton 30,5 × 40 cm         | collection privée                                                      | F 64 537                          |
|         | Nature morte avec poterie et deux bouteilles                                           | novembre 1884                   | 40 × 56 cm                                      | Norton Simon Museum, Pasadena                                          | F 57 JH 539                       |
|         | Nature morte aux pinceaux dans un pot                                                  | novembre 1884                   | Huile sur panneau 31,5 × 41,5 cm                | collection privée                                                      | F 60 JH 540                       |
|         | Vase aux feuilles mortes                                                               | novembre 1884                   | Huile sur panneau 41,5 × 31 cm                  | collection privée                                                      | F 200 JH 541                      |
|         | Deux rats                                                                              | novembre 1884                   | Huile sur panneau 29,5 × 41,5 cm                | collection privée                                                      | F 177 JH 543                      |
|         | Tête de paysanne au bonnet blanc                                                       | novembre 1884 - mai 1885        | 44 × 36 cm                                      | Musée Kröller-Müller, Otterlo                                          | F 85 JH 693 Musée                 |
|         | Paysanne assise au bonnet blanc                                                        | décembre 1884                   | Huile sur panneau 36 × 26 cm                    | Musée d'art moderne Morohashi, Kitashiobara                            | F 143 JH 546                      |
|         | Tête de paysanne au bonnet noir                                                        | décembre 1884                   | Huile sur panneau 35 × 26 cm                    | collection privée                                                      | F 136a JH 548                     |
|         | Tête de vieille paysanne au bonnet blanc                                               | décembre 1884                   | 36,5 × 29,5 cm                                  | Musée Von-der-Heydt, Wuppertal                                         | F 75 JH 550                       |
|         | Tête de vieille paysanne au bonnet blanc                                               | décembre 1884                   | 33 × 26 cm                                      | collection privée                                                      | F 146 JH 551                      |
|         | Tête de paysanne au bonnet blanc                                                       | décembre 1884                   | 40,5 × 30,5 cm                                  | collection privée                                                      | F 144 JH 561                      |
|         | Tête de paysan au bonnet                                                               | décembre 1884                   | 39,4 × 30,2 cm                                  | Galerie d'art de Nouvelle-Galles du Sud, Sydney                        | F 160a JH 563                     |
|         | Tête de paysanne au bonnet                                                             | décembre 1884                   | 43,5 × 37 cm                                    | Musée d'Art de Saint-Louis                                             | F 146a JH 565                     |
|         | Tête de paysanne                                                                       | décembre 1884                   | Huile sur panneau 40 × 32,5 cm                  | collection privée                                                      | F 132 JH 574                      |
|         | Tête de femme                                                                          | 1884-1885                       | Huile sur panneau 47,8 × 34,8 cm                | Musée Van Gogh, Amsterdam                                              | F 159                             |
|         | Nature morte aux faïences et bouteilles                                                | 1884-1885                       | 40 × 50 cm                                      | Musée Van Gogh, Amsterdam                                              | F 53 JH 538                       |
|         | Tête d'homme                                                                           | 1884-1885                       | 37,7 × 29,5 cm                                  | Musée Van Gogh, Amsterdam                                              | F 164 JH 558                      |
|         | Tête de femme                                                                          | 1884-1885                       | 42 × 33,3 cm                                    | Musée Van Gogh, Amsterdam                                              | F 156 JH 569                      |
|         | Tête de paysan au bonnet                                                               | 1884-1885                       | 35,5 × 26 cm                                    | Collection Niarchos                                                    | F 169a JH 583                     |
|         | Tête de paysanne au bonnet noir                                                        | 1884-1885                       | 39,5 × 30 cm                                    | collection privée                                                      | F 133 JH 584                      |
|         | Tête de paysanne                                                                       | janvier 1885                    | Huile sur panneau 37,5 × 24,5 cm                | Musée d'Art de Cincinnati                                              | F 135 JH 585                      |
|         | Tête de paysanne au bonnet noir                                                        | janvier 1885                    | Huile sur panneau 25 × 19 cm                    | collection privée                                                      | F 153a JH 586                     |
|         | Tête de femme                                                                          | janvier 1885                    | Huile sur panneau 26 × 20 cm                    | Musée Kröller-Müller, Otterlo                                          | F 153 JH 587                      |
|         | Tête de paysanne                                                                       | janvier 1885                    | 40 × 30,5 cm                                    | National Gallery, Londres                                              | F 137 JH 593                      |
|         | L'ancienne tour du cimetière de Nuenen dans la neige                                   | janvier 1885                    | Huile sur panneau 30 × 41,5 cm                  | Collection Niarchos                                                    | F 87 JH 600                       |
|         | L'ancienne gare d'Eindhoven                                                            | janvier 1885                    | 13,5 × 24 cm                                    | collection privée                                                      | F 67a JH 602                      |
|         | Jardin à Nuenen dans la neige                                                          | janvier 1885                    | Huile sur panneau 51 × 77 cm                    | Norton Simon Museum, Pasadena                                          | F 194 JH 603                      |
|         | Le Jardin à Nuenen dans la neige                                                       | janvier 1885                    | Huile sur panneau 53 × 78 cm                    | Musée Hammer, Los Angeles                                              | F 67 JH 604                       |
|         | Tête de paysanne au bonnet brunâtre                                                    | janvier 1885                    | 40 × 30 cm                                      | Musée Kröller-Müller, Otterlo                                          | F 154 JH 608                      |
|         | Tête de paysanne au bonnet blanc                                                       | janvier 1885                    | 38 × 30 cm                                      | inconnu                                                                | F 65 JH 627                       |
|         | Tête de paysanne au bonnet noir                                                        | janvier 1885                    | 40,6 × 31,7 cm                                  | collection privée                                                      | F 1667 JH 629                     |
|         | Tête de paysan à la pipe                                                               | janvier 1885                    | 44 × 32 cm                                      | Musée Kröller-Müller, Otterlo                                          | F 169 JH 633                      |
|         | Tête de femme                                                                          | janvier 1885                    | 36 × 25,5 cm                                    | Musée Kröller-Müller, Otterlo                                          | F 151 JH 649                      |
|         | Tête de paysanne au bonnet noir                                                        | février 1885                    | 32 × 24,5 cm                                    | Musée Hecht, Haïfa                                                     | F 138 JH 644                      |
|         | Paysanne assise (demi-figure)                                                          | février 1885                    | Huile sur panneau 46 × 27 cm                    | collection privée                                                      | F 127 JH 651                      |
|         | Paysanne épluchant des pommes de terre                                                 | février 1885                    | Huile sur panneau 43 × 31 cm                    | collection privée                                                      | F 145 JH 653                      |
|         | L'Éplucheuse de pommes de terre                                                        | février 1885                    | 41 × 31,5 cm                                    | Metropolitan Museum of Art, New York                                   | F 365r JH 654                     |
|         | Paysanne couturière                                                                    | février 1885                    | 42,5 × 33 cm                                    | collection privée                                                      | F 126a JH 655                     |
|         | Paysan faisant un panier                                                               | février 1885                    | 41 × 33 cm                                      | collection privée                                                      | F 171a JH 657                     |
|         | Paysan faisant un panier                                                               | février 1885                    | 41 × 33 cm                                      | Musée des Beaux-Arts de La Chaux-de-Fonds                              | F 171 JH 658                      |
|         | Tête de paysan                                                                         | février-mars 1885               | 47 × 30 cm                                      | Musée Kröller-Müller, Otterlo                                          | F 168 JH 632                      |
|         | Tête de paysanne au bonnet de dentelle verdâtre                                        | février-mars 1885               | Huile sur panneau 38 × 28,5 cm                  | Musée Kröller-Müller, Otterlo                                          | F 74 JH 648                       |
|         | Tête de jeune paysanne au bonnet noir                                                  | février-mars 1885               | 39 × 26 cm                                      | Musée Kröller-Müller, Otterlo                                          | F 150 JH 650                      |
|         | Paysanne balayant le sol                                                               | février-mars 1885               | 41 × 27 cm                                      | Musée Kröller-Müller, Otterlo                                          | F 152 JH 656                      |
|         | Paysanne prenant son repas                                                             | février-mars 1885               | 42 × 29 cm                                      | Musée Kröller-Müller, Otterlo                                          | F 72 JH 718                       |
|         | Tête de paysanne au bonnet blanc                                                       | mars 1885                       | Huile sur panneau 41 × 31,5 cm                  | Fondation et Collection Emil G. Bührle, Zurich                         | F 80 JH 681                       |
|         | Tête de femme                                                                          | mars 1885                       | Huile sur toile marouflée 42,2 × 34,8 cm        | Musée Van Gogh, Amsterdam                                              | F80a JH 682                       |
|         | Tête de paysanne au bonnet brunâtre                                                    | mars 1885                       | Huile sur panneau 40 × 30 cm                    | collection privée                                                      | F 136 JH 683                      |
|         | Tête de paysanne au bonnet noir                                                        | mars 1885                       | Huile sur panneau 38,5 × 26,5 cm                | Musée d'Orsay, Paris                                                   | F 134 JH 684                      |
|         | Tête de paysanne au bonnet blanc                                                       | mars 1885                       | Huile sur panneau 41 × 35 cm                    | Wood One Museum of Art (en), Hatsukaichi                               | F 131 JH 685                      |
|         | Tête de jeune paysan à la casquette                                                    | mars 1885                       | 39 × 30,5 cm                                    | Musées royaux des Beaux-Arts de Belgique, Bruxelles                    | F 163 JH 687                      |
|         | Tête de jeune paysan à la casquette                                                    | mars 1885                       | Huile sur panneau 44,5 × 33,5 cm                | Musée d'art Nelson-Atkins, Kansas City                                 | F 165 JH 688                      |
|         | Paysanne avec enfant sur ses genoux                                                    | mars 1885                       | Huile sur toile sur carton 43 × 34 cm           | collection privée                                                      | F 149 JH 690                      |
|         | Gordina de Groot                                                                       | mars 1885                       | Huile sur panneau 41 × 32 cm                    | collection privée                                                      | F 1668 JH 691                     |
|         | Tête de femme                                                                          | mars 1885                       | 42,7 × 33,5 cm                                  | Musée Van Gogh, Amsterdam                                              | F130 JH 692                       |
|         | Tête de paysanne au bonnet blanc                                                       | mars 1885                       | Huile sur panneau 47 × 34,5 cm                  | Norton Simon Museum, Pasadena                                          | F 85a JH 694                      |
|         | Tête de paysanne au bonnet blanc                                                       | mars 1885                       | Huile sur panneau 41 × 31,5 cm                  | Musée des Beaux-Arts de Berne                                          | F 81 JH 695                       |
|         | Paysanne debout à l'intérieur                                                          | mars 1885                       | Huile sur panneau 41 × 26 cm                    | Musée national de Serbie, Belgrade                                     | F 128 JH 697                      |
|         | Laveuse de laine                                                                       | mars 1885                       | 40,5 × 31,7 cm                                  | Musée Van Gogh, Amsterdam                                              | F36 JH 698                        |
|         | Tête de paysanne au bonnet blanc                                                       | mars 1885                       | Huile sur panneau 36 × 27 cm                    | Noordbrabants Museum (en), Bois-le-Duc                                 | F 144a JH 704                     |
|         | Paysanne reprisant ses bas                                                             | mars 1885                       | Huile sur panneau 28,5 × 18,5 cm                | collection privée                                                      | F 157 JH 712                      |
|         | Paysanne vue contre la fenêtre                                                         | mars 1885                       | Huile sur panneau 41 × 32 cm                    | collection privée                                                      | F 70 JH 715                       |
|         | Tête de femme                                                                          | mars 1885                       | 38,8 × 31,3 cm                                  | Musée Van Gogh, Amsterdam                                              | F70a JH 716                       |
|         | Paysanne assise devant une fenêtre ouverte épluchant des pommes de terre               | mars 1885                       | 36,5 × 25 cm                                    | collection privée                                                      | F 73 JH 717                       |
|         | Tête de femme                                                                          | mars 1885                       | 43 × 30 cm                                      | Musée Van Gogh, Amsterdam                                              | F160 JH 722                       |
|         | Rouet                                                                                  | mars-avril 1885                 | 34 × 44,3 cm                                    | Musée Van Gogh, Amsterdam                                              | F175 JH 497                       |
|         | Paysan assis à table                                                                   | mars-avril 1885                 | 44 × 32,5 cm                                    | Musée Kröller-Müller, Otterlo                                          | F 167 JH 689                      |
|         | Couturière                                                                             | avril 1885                      | 43,2 × 34,2 cm                                  | Musée Van Gogh, Amsterdam                                              | F71 JH 719                        |
|         | Étude pour les mangeurs de pommes de terre                                             | avril 1885                      | 43,2 × 34,2 cm                                  | Musée Van Gogh, Amsterdam                                              | F77r JH 686                       |
|         | Paysan et paysanne plantant des pommes de terre                                        | avril 1885                      | 33 × 41 cm                                      | Kunsthaus de Zurich                                                    | F 129a JH 727                     |
|         | Les Mangeurs de pommes de terre                                                        | avril 1885                      | Huile sur panneau 72 × 93 cm                    | Musée Kröller-Müller, Otterlo                                          | F 78 JH 734 Musée                 |
|         | Nature morte à la cafetière en cuivre et aux deux bols blancs                          | avril 1885                      | 23 × 34 cm                                      | collection privée                                                      | F 202 JH 738                      |
|         | Deux mains                                                                             | avril 1885                      | Huile sur panneau 29,5 × 19 cm                  | collection privée                                                      | F 66 JH 743                       |
|         | Tête de paysanne au bonnet blanc                                                       | avril 1885                      | Huile sur panneau 47,5 × 35,5 cm                | Galerie nationale d'Écosse, Édimbourg                                  | F 140 JH 745                      |
|         | Paysage avec église et maisons (contesté)                                              | avril 1885                      | 22 × 37 cm                                      | Musée d'Art du comté de Los Angeles                                    | F 185a JH 761                     |
|         | Paysage du soir                                                                        | avril 1885                      | Huile sur toile sur carton 35 × 43 cm           | Musée Thyssen-Bornemisza, Madrid                                       | F 191 JH 762                      |
|         | Paysage au coucher du soleil                                                           | avril 1885                      | 27,5 × 41,5 cm                                  | collection privée                                                      | F 79 JH 763                       |
|         | Les Mangeurs de pommes de terre                                                        | avril 1885                      | 82 × 114 cm                                     | Musée Van Gogh, Amsterdam                                              | F 82 JH 764 Musée                 |
|         | Tête de femme                                                                          | mai 1885                        | 43,8 × 30 cm                                    | Musée Van Gogh, Amsterdam                                              | F 69 JH 724                       |
|         | Tête de femme                                                                          | mai 1885                        | 42,2 × 34,5 cm                                  | Musée Van Gogh, Amsterdam                                              | F 269r JH 725                     |
|         | Ancien clocher de l'église de Nuenen                                                   | mai 1885                        | 65 × 88 cm                                      | Musée Van Gogh, Amsterdam                                              | F 84 JH 772                       |
|         | Le chalet                                                                              | mai 1885                        | 65,7 × 79,3 cm                                  | Musée Van Gogh, Amsterdam                                              | F 83 JH 777                       |
|         | Tête de femme                                                                          | mai 1885                        | 43,5 × 36,2 cm                                  | Musée Van Gogh, Amsterdam                                              | F 388r JH 782                     |
|         | Gordina de Groot                                                                       | mai 1885                        | 41 × 34,5 cm                                    | collection privée                                                      | F 141 JH 783                      |
|         | Tête de paysanne                                                                       | mai 1885                        | 40,5 × 34 cm                                    | Musée Kröller-Müller, Otterlo                                          | F 86 JH 785                       |
|         | Tête d'homme                                                                           | mai 1885                        | 42,5 × 32 cm                                    | Musée Van Gogh, Amsterdam                                              | F 179r JH 786                     |
|         | Tête de paysanne au châle vert                                                         | mai 1885                        | 45 × 35 cm                                      | Musée des Beaux-Arts de Lyon                                           | F 155 JH 787                      |
|         | Femme au châle de deuil                                                                | mai 1885                        | 45,5 × 33 cm                                    | Musée Van Gogh, Amsterdam                                              | F 161 JH 788                      |
|         | Paysanne près de l'âtre                                                                | juin 1885                       | huile sur toile marouflée sur bois 29,5 × 40 cm | Musée d'Orsay, Paris                                                   | F 158 JH 792 Musée                |
|         | Paysanne faisant la cuisine au coin du feu                                             | juin 1885                       | 44 × 38 cm                                      | Metropolitan Museum of Art, New York                                   | F 176 JH 799                      |
|         | Paysanne assise sur une chaise                                                         | juin 1885                       | Huile sur panneau 34 × 26 cm                    | collection privée                                                      | F 126 JH 800                      |
|         | Cottage avec paysanne creusant                                                         | juin 1885                       | Huile sur toile sur panneau 30,5 × 40 cm        | Tokyo Fuji Art Museum, Tokyo                                           | F 89 JH 803                       |
|         | Cottage avec des arbres                                                                | juin 1885                       | Huile sur panneau 32 × 46 cm                    | Musée Wallraf Richartz, Cologne                                        | F 93 JH 805                       |
|         | Cottage avec des arbres                                                                | juin 1885                       | 22,5 × 34 cm                                    | collection privée                                                      | F 92a JH 806                      |
|         | Paysanne creusant devant sa maison                                                     | juin 1885                       | 31,3 × 42 cm                                    | Art Institute of Chicago                                               | F 142 JH 807                      |
|         | Cottage avec arbres et paysanne                                                        | juin 1885                       | 47,5 × 46 cm                                    | collection privée                                                      | F 187 JH 808                      |
|         | Cottage                                                                                | juin 1885                       | 35,5 × 67 cm                                    | collection privée                                                      | F 91 JH 809                       |
|         | Cottage avec des arbres                                                                | juin 1885                       | 44 × 59,5 cm                                    | collection privée                                                      | F 92 JH 810                       |
|         | Cottage et femme avec chèvre                                                           | juin-juillet 1885               | 60 × 85 cm                                      | Musée Städel, Francfort-sur-le-Main                                    | F 90 JH 823                       |
|         | Cottage                                                                                | juin 1885                       | 33 × 43 cm                                      | collection privée                                                      | JH Add.23                         |
|         | Ferme avec une paysanne qui rentre à la maison                                         | juillet 1885                    | 63,5 × 76 cm                                    | Musée Soumaya, Mexico                                                  | F 170 JH 824                      |
|         | Ferme avec grange décrépité et femme penchée                                           | juillet 1885                    | 62 × 113 cm                                     | collection privée                                                      | F 1669 JH 825                     |
|         | Femme à la pelle vue de dos                                                            | juillet 1885                    | Huile sur panneau 41,5 × 32 cm                  | Musée des beaux-arts de l'Ontario, Toronto                             | F 95 JH 827                       |
|         | Deux paysannes creusant                                                                | juillet 1885                    | 39 × 55 cm                                      | collection privée                                                      | F 96 JH 878                       |
|         | Paysan creusant                                                                        | juillet-août 1885               | 45,5 × 31,5 cm                                  | Musée Kröller-Müller, Otterlo                                          | F 166 JH 850                      |
|         | Paysanne creusant                                                                      | juillet-août 1885               | Huile sur panneau 37,5 × 25,7 cm                | Noordbrabants Museum (en), Bois-le-Duc                                 | F 94 JH 893                       |
|         | Deux paysannes creusant des pommes de terre                                            | août 1885                       | Huile sur panneau 31,5 × 42,5 cm                | Musée Kröller-Müller, Otterlo                                          | F 97/129 JH 876                   |
|         | Femme récoltant des pommes terre                                                       | août 1885                       | Huile sur panneau 41,8 × 32,5 cm                | Musée Van Gogh, Amsterdam                                              | F 147 JH 891                      |
|         | Paysanne creusant                                                                      | août 1885                       | Huile sur panneau 42 × 32 cm                    | Barber Institute of Fine Arts, Birmingham                              | F 95a JH 899                      |
|         | Paysanne déterrant des pommes terre                                                    | août 1885                       | Huile sur panneau 31,5 × 38 cm                  | Musée royal des Beaux-Arts d'Anvers                                    | F 98 JH 901                       |
|         | Paysanne déterrant des pommes terre                                                    | août 1885                       | 38,5 × 26,5 cm                                  | collection privée                                                      | F 139 JH 905                      |
|         | Blanchisseuse                                                                          | août 1885                       | 29,5 × 36 cm                                    | collection privée                                                      | F 148 JH 908                      |
|         | Gerbes de blé dans un champ                                                            | août 1885                       | 40 × 30 cm                                      | Musée Kröller-Müller, Otterlo                                          | F 193 JH 914                      |
|         | Nature morte à la faïence, bouteille et sabots                                         | septembre 1885                  | Huile sur panneau 39 × 41,5 cm                  | Musée Kröller-Müller, Otterlo                                          | F 63 JH 920                       |
|         | Nature morte aux deux pots et aux deux citrouilles                                     | septembre 1885                  | Huile sur panneau 58 × 85 cm                    | collection privée                                                      | F 59 JH 921                       |
|         | Nature morte aux cruches                                                               | septembre-octobre 1885          | Huile sur toile 33 × 41 cm                      | Musée Kröller-Müller , Otterlo                                         | F50 JH 529 Musée                  |
|         | Nature morte au chapeau de paille                                                      | late November-mid-December 1881 | 36,5 × 53,5 cm                                  | Musée Kröller-Müller, Otterlo                                          | F 62 JH 922                       |
|         | Nature morte au pot de gingembre et aux pommes                                         | septembre 1885                  | Huile sur panneau 30,5 × 47 cm                  | collection privée                                                      | F 104 JH 923                      |
|         | Nature morte au pot de gingembre et oignons                                            | septembre 1885                  | 39,3 × 49,6 cm                                  | McMaster Museum of Art (en), Hamilton                                  | F 104a JH 924                     |
|         | Nature morte au chaudron et cruche en laiton                                           | septembre 1885                  | 65,5 × 80,5 cm                                  | Musée Van Gogh, Amsterdam                                              | F 51 JH 925                       |
|         | Nature morte au bol de terre et aux poires                                             | septembre 1885                  | 33 × 43,5 cm                                    | Centraal Museum, Utrecht                                               | F 105 JH 926                      |
|         | Panier de pommes                                                                       | septembre 1885                  | 33,5 × 44 cm                                    | Musée Van Gogh, Amsterdam                                              | F 101 JH 927                      |
|         | Nature morte aux légumes et fruits                                                     | septembre 1885                  | 32,3 × 43,2 cm                                  | Musée Van Gogh, Amsterdam                                              | F 103 JH 928                      |
|         | Nature morte au panier de légumes                                                      | septembre 1885                  | 35,5 × 45,5 cm                                  | collection privée                                                      | F 212a JH 929                     |
|         | Panier de pommes                                                                       | septembre 1885                  | 40,5 × 60,4 cm                                  | Musée Van Gogh, Amsterdam                                              | F 99 JH 930                       |
|         | Panier de pommes de terre                                                              | septembre 1885                  | 45 × 60,5 cm                                    | Musée Van Gogh, Amsterdam                                              | F 100 JH 931                      |
|         | Nature morte aux pommes de terre                                                       | septembre 1885                  | 47 × 57 cm                                      | Musée Boijmans Van Beuningen, Rotterdam                                | F 118 JH932                       |
|         | Panier de pommes de terre                                                              | septembre 1885                  | 65 × 78,5 cm                                    | Musée Van Gogh, Amsterdam                                              | F 107 JH 933                      |
|         | Panier de pommes de terre                                                              | septembre 1885                  | 50,8 × 66 cm                                    | Musée Van Gogh, Amsterdam                                              | F 116 JH 934                      |
|         | Nature morte au panier de pommes                                                       | septembre 1885                  | 30 × 47 cm                                      | collection privée                                                      | F 115 JH 935                      |
|         | Nature morte au panier de pommes de terre, entouré de feuilles d'automne et de légumes | septembre 1885                  | 75 × 93 cm                                      | collection privée                                                      | F 102 JH 937                      |
|         | Nature morte avec un panier de pommes et deux citrouilles                              | septembre-octobre 1885          | 59 × 84,5 cm                                    | Musée Kröller-Müller, Otterlo                                          | F 106 JH 936                      |
|         | Nature morte aux trois nids d'oiseaux                                                  | septembre-octobre 1885          | 33 × 42 cm                                      | Musée Kröller-Müller, Otterlo                                          | F 112 JH 938                      |
|         | Nature morte aux nids d'oiseaux                                                        | septembre-octobre 1885          | 39,3 × 46,5 cm                                  | Musée Van Gogh, Amsterdam                                              | F 111 JH 939                      |
|         | Nature morte aux nids d'oiseaux                                                        | septembre-octobre 1885          | 31,4 × 43 cm                                    | Musée Van Gogh, Amsterdam                                              | F 109r JH 942                     |
|         | Le Presbytère de Nuenen                                                                | septembre-octobre 1885          | 33 × 43 cm                                      | Musée Van Gogh, Amsterdam                                              | F 182 JH 948                      |
|         | Nature morte aux trois nids d'oiseaux                                                  | octobre 1885                    | 33,5 × 50 cm                                    | Musée Kröller-Müller, Otterlo                                          | F 108 JH 940                      |
|         | Nature morte aux trois nids d'oiseaux                                                  | octobre 1885                    | Huile sur panneau 43 × 57 cm                    | Musée d'Art de La Haye                                                 | F 110 JH 941                      |
|         | Vue d'Amsterdam depuis la gare centrale                                                | octobre 1885                    | Huile sur panneau 19 × 25,5 cm                  | collection privée                                                      | F 113 JH 944                      |
|         | Vue sur la ville d'Amsterdam (contesté)                                                | octobre 1885                    | Huile sur panneau 35 × 47 cm                    | Musée Van Gogh, Amsterdam                                              | F 114 JH 945                      |
|         | Nature morte avec bible                                                                | octobre 1885                    | 65,7 × 78,5 cm                                  | Musée Van Gogh, Amsterdam                                              | F117 JH 946                       |
|         | Vue d'une ville avec pont-levis                                                        | octobre 1885                    | Huile sur panneau 42 × 49,5 cm                  | collection privée                                                      | F 210 947                         |
|         | Paysage d'automne                                                                      | octobre 1885                    | Huile sur panneau 64,8 × 86,4 cm                | Fitzwilliam Museum, Cambridge                                          | F 119 949                         |
|         | Chemin de campagne avec deux personnages                                               | octobre 1885                    | Huile sur panneau 32 × 39,5 cm                  | collection privée                                                      | F 191a JH 950                     |
|         | Le De Ruijterkade à Amsterdam                                                          | octobre 1885                    | Huile sur panneau 20,3 × 27 cm                  | Musée Van Gogh, Amsterdam                                              | F 211 JH 973 Musée                |
|         | Paysage d'automne au crépuscule                                                        | octobre-novembre 1885           | Huile sur panneau 51 × 93 cm                    | Centraal Museum, Utrecht                                               | F 121 JH 956                      |
|         | chauve-souris                                                                          | octobre-novembre 1885           | 41,5 × 79 cm                                    | Musée Van Gogh, Amsterdam                                              | F 177a JH 1192                    |
|         | Le Presbytère de Nuenen au clair de lune                                               | novembre 1885                   | 41 × 54,5 cm                                    | collection privée                                                      | F 183 JH 952                      |
|         | Le Jardin du presbytère à Nuenen avec étang et personnages                             | novembre 1885                   | Huile sur panneau 92 × 104 cm                   | Détruit par un incendie à Rotterdam pendant la Seconde Guerre mondiale | F 124 JH 955                      |
|         | Paysage aux arbres soufflés par le vent                                                | novembre 1885                   | 32 × 50 cm                                      | collection privée                                                      | F 196 JH 957                      |
|         | Allée aux peupliers                                                                    | novembre 1885                   | 78 × 98 cm                                      | Musée Boijmans Van Beuningen, Rotterdam                                | F 45 JH 959                       |
|         | Le saule                                                                               | novembre 1885                   | 42 × 30 cm                                      | collection privée                                                      | F 195 JH 961                      |
|         | Paysage d'automne aux quatre arbres                                                    | novembre 1885                   | 64 × 89 cm                                      | Musée Kröller-Müller, Otterlo                                          | F 44 JH 962                       |
|         | Arrière-cours de vieilles maisons à Anvers dans la neige                               | décembre 1885                   | 44 × 33,5 cm                                    | Musée Van Gogh, Amsterdam                                              | F 260 JH 970                      |
|         | Portrait d'un vieil homme à barbe                                                      | décembre 1885                   | 44,5 × 33,5 cm                                  | Musée Van Gogh, Amsterdam                                              | F 205 JH 971                      |
|         | Tête de femme aux cheveux détachés                                                     | décembre 1885                   | 35 × 24 cm                                      | Musée Van Gogh, Amsterdam                                              | F 206 JH 972                      |
|         | Tête de vieille femme au bonnet blanc                                                  | décembre 1885                   | 50 × 40 cm                                      | Musée Van Gogh, Amsterdam                                              | F 174 JH 978                      |
|         | Portrait d'une femme au ruban rouge                                                    | décembre 1885                   | 60 × 50 cm                                      | collection privée, Vente 2019                                          | F 207 JH 979 Invaluable           |
|         | Crâne de squelette fumant une cigarette                                                | décembre 1885                   | 32 × 24,5 cm                                    | Musée Van Gogh, Amsterdam                                              | F 212 JH 999                      |
|         | Portrait d'une femme en bleu                                                           | décembre 1885                   | 46 × 38,5 cm                                    | Musée Van Gogh, Amsterdam                                              | F 207a JH 1204                    |

## Paris
| Tableau | Titre                                                                      | Date | Dimensions                                 | Lieu de conservation                           | Référence                                 |
| ------- | -------------------------------------------------------------------------- | ---- | ------------------------------------------ | ---------------------------------------------- | ----------------------------------------- |
|         | Étude nue d'une petite fille assise                                        | 1886 | 27 × 22,5 cm                               | Musée Van Gogh, Amsterdam                      | F 215 JH 1045                             |
|         | Statuette en plâtre d'un torse féminin                                     | 1886 | 47 × 38 cm                                 | Musée Van Gogh, Amsterdam                      | F 216a JH 1054                            |
|         | Statuette en plâtre d'un torse féminin                                     | 1886 | 40,5 × 27 cm                               | Musée Van Gogh, Amsterdam                      | F 216g JH 1055                            |
|         | Statuette en plâtre d'un torse féminin                                     | 1886 | 41 × 32,5 cm                               | Musée Van Gogh, Amsterdam                      | F 216h JH 1058                            |
|         | Statuette en plâtre d'un torse féminin                                     | 1886 | 35 × 27 cm                                 | Musée Van Gogh, Amsterdam                      | F 216j JH 1059                            |
|         | Statuette en plâtre d'un torse féminin                                     | 1886 | 46,5 × 38 cm                               | Musée Van Gogh, Amsterdam                      | F 216b JH 1060                            |
|         | Statuette en plâtre d'un torse féminin                                     | 1886 | Huile sur carton sur panneau 35 × 27 cm    | Musée Van Gogh, Amsterdam                      | F 216d JH 1071                            |
|         | Statuette en plâtre d'un torse féminin                                     | 1886 | Huile sur carton sur panneau 32,5 × 24 cm  | Musée Van Gogh, Amsterdam                      | F 216i JH 1072                            |
|         | Statuette en plâtre d'un homme agenouillé                                  | 1886 | Huile sur carton sur panneau 35 × 27 cm    | Musée Van Gogh, Amsterdam                      | F 216f JH 1076                            |
|         | Statuette en plâtre d'un torse masculin                                    | 1886 | Huile sur carton sur panneau 35 × 27 cm    | Musée Van Gogh, Amsterdam                      | F 216e JH 1078                            |
|         | Cheval                                                                     | 1886 | Huile sur carton sur panneau 33 × 41 cm    | Musée Van Gogh, Amsterdam                      | F 216c JH 1082                            |
|         | Autoportrait au chapeau de feutre foncé                                    | 1886 | 41,5 × 32,5 cm                             | Musée Van Gogh, Amsterdam                      | F 208a JH 1089                            |
|         | Autoportrait au chapeau de feutre foncé et au chevalet                     | 1886 | 46,5 × 38,5 cm                             | Musée Van Gogh, Amsterdam                      | F 181 JH 1090                             |
|         | Verre avec Hellébores                                                      | 1886 | 31 × 22,5 cm                               | collection privée                              | F 199 JH 1091                             |
|         | Bol aux jonquilles                                                         | 1886 | 44 × 30 cm                                 | collection privée                              | JH Add.1                                  |
|         | Fleurs dans un vase bleu                                                   | 1886 | 58 × 43,5 cm                               | collection privée                              | JH Add.20                                 |
|         | Vase avec fleurs                                                           | 1886 | 41,3 × 33 cm                               | collection privée                              | authentifié par le Rijksmuseum en 1991    |
|         | Fritillaires                                                               | 1886 | 38 × 55 cm                                 | inconnu                                        | F 214 JH 1092                             |
|         | Tambourin aux pensées                                                      | 1886 | 46 × 55,5 cm                               | Musée Van Gogh, Amsterdam                      | F 244 JH 1093                             |
|         | Nature morte avec scabieuses et renoncules                                 | 1886 | 26 × 20 cm                                 | collection privée                              | F 666 JH 1094                             |
|         | Vue des toits de Paris                                                     | 1886 | 30 × 41 cm                                 | Musée Van Gogh, Amsterdam                      | F 231 JH 1099                             |
|         | Vue de Paris près de Montmartre                                            | 1886 | 44,5 × 37 cm                               | Galerie nationale d'Irlande, Dublin            | F 265 JH 1100                             |
|         | Vue sur les toits de Paris                                                 | 1886 | 54 × 72,5 cm                               | Musée Van Gogh, Amsterdam                      | F 261 JH 1101                             |
|         | Vue de Paris depuis Montmartre                                             | 1886 | 38,5 × 61,5 cm                             | Kunstmuseum, Bâle                              | F 262 JH 1102                             |
|         | Nature morte aux fleurs des prés et aux roses                              | 1886 | 99 × 79 cm                                 | Musée Kröller-Müller, Otterlo                  | F 278 JH 1103                             |
|         | Vase aux coquelicots (en)                                                  | 1886 | 56 × 46,5 cm                               | Wadsworth Atheneum, Hartford                   | F 279 JH 1104                             |
|         | Bol avec pivoines et roses                                                 | 1886 | 59 × 71 cm                                 | Musée Kröller-Müller, Otterlo                  | F 249 JH 1105                             |
|         | Vase avec myosotis et pivoines                                             | 1886 | 34,5 × 27,5 cm                             | Musée Van Gogh, Amsterdam                      | F 243a JH 1106                            |
|         | Vase avec pivoines                                                         | 1886 | 34 × 45 cm                                 | collection privée                              | F 666a JH 1107                            |
|         | La Fête du 14 juillet à Paris                                              | 1886 | 44 × 39 cm                                 | Villa Flora, Winterthour                       | F 245 JH 1145 Museen                      |
|         | Le pont du carrousel et le Louvre                                          | 1886 | 31 × 44 cm                                 | Ny Carlsberg Glyptotek, Copenhague             | F 221 JH 1109                             |
|         | Le bois de Boulogne avec des passants                                      | 1886 | 37,5 × 45,5 cm                             | collection privée                              | F 225 JH 1110                             |
|         | Allée au jardin du Luxembourg                                              | 1886 | 27,5 × 46 cm                               | Clark Art Institute, Williamstown              | F 223 JH 1111                             |
|         | Bois de Boulogne avec passants                                             | 1886 | 46,5 × 37 cm                               | collection privée                              | F 224 JH 1112                             |
|         | Bois de Boulogne avec passants                                             | 1886 | 37,5 × 45,5 cm                             | collection privée                              | JH Add.2                                  |
|         | Chemin en pente à Montmartre                                               | 1886 | Huile sur carton sur panneau 22 × 16 cm    | Musée Van Gogh, Amsterdam                      | F 232 JH 1113                             |
|         | Crépuscule avant l'orage : Montmartre                                      | 1886 | Huile sur carton 15 × 10 cm                | collection privée                              | F 1672 JH 1114                            |
|         | Le Moulin de la Galette                                                    | 1886 | 46 × 38 cm                                 | Kelvingrove Art Gallery and Museum, Glasgow    | F 274 JH 1115                             |
|         | Moulins à vent sur Montmartre                                              | 1886 | 46,5 × 38 cm                               | Musée Artizon, Tokyo                           | F 273 JH 1116                             |
|         | Le Moulin de Blute-Fin                                                     | 1886 | 55,2 × 38 cm                               | Museum de Fundatie, Zwolle                     | authentifié par le Musée Van Gogh en 2010 |
|         | Nature morte aux maquereaux, citron et tomate                              | 1886 | 39 × 56,5 cm                               | collection privée                              | F 285 JH 1118                             |
|         | Nature morte avec de la viande, des légumes et de la poterie               | 1886 | 33,5 × 41 cm                               | collection privée                              | F 1670 JH 1119                            |
|         | Nature morte de harengs saurs                                              | 1886 | 21 × 42 cm                                 | Kunstmuseum, Bâle                              | F 283 JH 1120                             |
|         | Nature morte avec bouteille, deux verres, fromage et pain                  | 1886 | 37,5 × 46 cm                               | Musée Van Gogh, Amsterdam                      | F 253 JH 1121                             |
|         | Nature morte aux deux harengs, un chiffon et un verre                      | 1886 | 32,5 × 46 cm                               | collection privée                              | F 1671 JH 1122                            |
|         | Hareng Fumé                                                                | 1886 | 45 × 38 cm                                 | Musée Kröller-Müller, Otterlo                  | F 203 JH 1123                             |
|         | Une paire de chaussures                                                    | 1886 | 37,5 × 45 cm                               | Musée Van Gogh, Amsterdam                      | F 255 JH 1124                             |
|         | Pot de gingembre rempli de chrysanthèmes                                   | 1886 | 40 × 29,5 cm                               | collection privée                              | F 198 JH 1125                             |
|         | Vase avec asters, sauges et autres fleurs                                  | 1886 | 70,5 × 34 cm                               | Musée d'Art de La Haye                         | F 286 JH 1127                             |
|         | Vase avec glaïeuls et lilas                                                | 1886 | 69 × 33,5 cm                               | collection privée                              | F 286a JH 1128                            |
|         | Vase aux œillets                                                           | 1886 | 43,2 × 35,6 cm                             | Detroit Institute of Arts                      | F 243 JH 1129                             |
|         | Vase aux œillets blancs et rouges                                          | 1886 | 58 × 45,5 cm                               | collection privée                              | F 238 JH 1130                             |
|         | Vase avec glaïeuls et œillets                                              | 1886 | 65,5 × 35 cm                               | Musée Boijmans Van Beuningen, Rotterdam        | F 237 JH 1131                             |
|         | Vase aux œillets et zinnias                                                | 1886 | Huile sur carton sur panneau 61 × 50,2 cm  | collection privée                              | F 259 JH 1132                             |
|         | Vase avec zinnias et géraniums                                             | 1886 | 61 × 45,9 cm                               | Musée des beaux-arts du Canada, Ottawa         | F 241 JH 1134                             |
|         | Vase avec œillets et autres fleurs                                         | 1886 | 61 × 38 cm                                 | Musée Kreeger (en), Washington                 | F 596 JH 1135                             |
|         | Vase aux roses trémières                                                   | 1886 | 91 × 50,5 cm                               | Kunsthaus de Zurich                            | F 235 JH 1136                             |
|         | Genêts et coquelicots (en)                                                 | 1886 | 65 × 54 cm                                 | volé au musée Khalil en août 2010              | F 324a JH 1137                            |
|         | Vase aux œillets                                                           | 1886 | 40 × 32,5 cm                               | Musée Boijmans Van Beuningen, Rotterdam        | F 220 JH 1138                             |
|         | Géranium dans un pot de fleurs                                             | 1886 | 46 × 38 cm                                 | collection privée                              | F 201 JH 1139                             |
|         | Vase aux zinnias                                                           | 1886 | 61 × 48 cm                                 | Musée Kreeger (en), Washington                 | F 252 JH 1140                             |
|         | Vase blanc avec roses et autres fleurs                                     | 1886 | 37 × 25,5 cm                               | collection privée                              | F 258 JH 1141                             |
|         | Vase avec zinnias et autres fleurs                                         | 1886 | 50,2 × 61 cm                               | Musée des beaux-arts du Canada, Ottawa         | F 251 JH 1142                             |
|         | Coleus dans un pot de fleurs                                               | 1886 | 42 × 22 cm                                 | Musée Van Gogh, Amsterdam                      | F 241 JH 1143                             |
|         | Verre avec roses                                                           | 1886 | 35 × 27 cm                                 | Musée Van Gogh, Amsterdam                      | F 218 JH 1144                             |
|         | Vase aux œillets                                                           | 1886 | 46 × 37,5 cm                               | Stedelijk Museum Amsterdam                     | F 245 JH 1145                             |
|         | Vase aux glaïeuls rouges                                                   | 1886 | 50 × 39 cm                                 | collection privée                              | F 238 JH 1146                             |
|         | Vase avec glaïeuls et œillets                                              | 1886 | 78,5 × 40,5 cm                             | collection privée                              | F 242 JH 1147                             |
|         | Vase avec glaïeuls                                                         | 1886 | 46,5 × 38,5 cm                             | Musée Van Gogh, Amsterdam                      | F 248a JH 1148                            |
|         | Vase aux glaïeuls rouges                                                   | 1886 | 65 × 40 cm                                 | collection privée                              | F 247 JH 1149                             |
|         | Vase aux glaïeuls rouges                                                   | 1886 | 65 × 35 cm                                 | Musée Jenisch Vevey                            | F 248b JH 1150                            |
|         | Bol aux Chrysanthèmes                                                      | 1886 | 46 × 61 cm                                 | collection privée                              | F 217 JH 1164                             |
|         | Cinéraire dans un pot de fleurs                                            | 1886 | 54,5 × 46 cm                               | Musée Boijmans Van Beuningen, Rotterdam        | F 282 JH 1165                             |
|         | Roses et tournesols                                                        | 1886 | 50 × 61 cm                                 | Kunsthalle de Mannheim                         | F 250 JH 1166 Musée                       |
|         | Vase avec marguerites                                                      | 1886 | 40 × 56 cm                                 | Philadelphia Museum of Art, Philadelphie       | F 197 JH 1167                             |
|         | Vase avec asters et phlox                                                  | 1886 | 61 × 46 cm                                 | Musée Van Gogh, Amsterdam                      | F 234 JH 1168                             |
|         | Nature morte aux crevettes et moules                                       | 1886 | 26,5 × 34,5 cm                             | Musée Van Gogh, Amsterdam                      | F 256 JH 1169                             |
|         | Nature morte aux fruits et châtaignes                                      | 1886 | 27 × 35,6 cm                               | Musée des Beaux-Arts de San Francisco          | authentifié par le Musée Van Gogh en 2019 |
|         | Le Moulin de la Galette                                                    | 1886 | 38,5 × 46 cm                               | Musée Kröller-Müller, Otterlo                  | F 227 JH 1170                             |
|         | Le Moulin de la Galette                                                    | 1886 | 38 × 46,5 cm                               | Neue Nationalgalerie, Berlin                   | F 228 JH 1171                             |
|         | Le Moulin de la Galette                                                    | 1886 | 38 × 46 cm                                 | Musée Langmatt (de), Baden                     | F 226 JH 1172                             |
|         | Vue de Montmartre avec les moulins à vent                                  | 1886 | 36 × 61 cm                                 | Musée Kröller-Müller, Otterlo                  | F 266 JH 1175                             |
|         | La Butte Montmartre avec sa carrière                                       | 1886 | 32 × 41 cm                                 | Musée Van Gogh, Amsterdam                      | F 229 JH 1176 Musée                       |
|         | La Butte Montmartre avec sa carrière                                       | 1886 | 56 × 62,5 cm                               | Musée Van Gogh, Amsterdam                      | F 230 JH 1177 Musée                       |
|         | La Guinguette à Montmartre                                                 | 1886 | 49 × 64 cm                                 | Musée d'Orsay, Paris                           | F 238 JH 1178 Musée                       |
|         | Périphérie de Paris                                                        | 1886 | Huile sur carton 45,7 × 54,6 cm            | collection privée                              | F 264 JH 1179                             |
|         | Vue de Montmartre avec carrière (contesté)                                 | 1886 | 22 × 33 cm                                 | Musée Van Gogh, Amsterdam                      | F 233 JH 1180                             |
|         | Le Moulin de la Galette                                                    | 1886 | 61 × 50 cm                                 | Musée national des Beaux-Arts, Buenos Aires    | F 348 JH 1182                             |
|         | Terrasse et plate-forme d'observation au moulin de Blute-Fin de Montmartre | 1886 | 43,6 × 33 cm                               | Art Institute of Chicago, Chicago              | F 272 JH 1183                             |
|         | Le Moulin de la Galette                                                    | 1886 | 55 × 38,5 cm                               | collection privée                              | F 349 JH 1184                             |
|         | Moulin à vent sur Montmartre                                               | 1886 | 46,5 × 38 cm                               | Détruit par le feu en 1967                     | F 271 JH 1186                             |
|         | Le martin-pêcheur (en)                                                     | 1886 | 19 × 26,5 cm                               | Musée Van Gogh, Amsterdam                      | F 28 JH 1191                              |
|         | Le Perroquet vert (contesté)                                               | 1886 | 48 × 43 cm                                 | collection privée                              | F 14 JH 1193                              |
|         | Autoportrait avec pipe (Autoportraits de Van Gogh)                         | 1886 | 46 × 38 cm                                 | Musée Van Gogh, Amsterdam                      | F 180 JH 1194 Musée                       |
|         | Autoportrait avec pipe (Autoportraits de Van Gogh)                         | 1886 | 27 × 19 cm                                 | Musée Van Gogh, Amsterdam                      | F 208 JH 1195                             |
|         | Autoportrait                                                               | 1886 | 39,5 × 29,5 cm                             | Musée d'Art de La Haye                         | F 178v JH 1198                            |
|         | Autoportrait avec pipe (Autoportraits de Van Gogh)                         | 1887 | 61 × 50 cm                                 | Musée Van Gogh, Amsterdam                      | F 263a JH 1199                            |
|         | Autoportrait (Autoportraits de Van Gogh)                                   | 1887 | 32 × 24 cm                                 | musée Kröller-Müller , Otterlo                 | F 263a JH 1199 Musée                      |
|         | Portrait d'un homme à moustache                                            | 1887 | 55 × 41 cm                                 | inconnu                                        | F 288 JH 1200                             |
|         | Portrait du Père Tanguy                                                    | 1887 | 47 × 38,5 cm                               | Ny Carlsberg Glyptotek, Copenhague             | F 263 JH 1202                             |
|         | Portrait d'homme à la calotte                                              | 1887 | 65,5 × 54,5 cm                             | Musée Van Gogh, Amsterdam                      | F 289 JH 1203                             |
|         | Portrait de femme, tourné vers la droite                                   | 1887 | 26,5 × 21 cm                               | Musée Van Gogh, Amsterdam                      | F 215b JH 1205                            |
|         | Portrait d'une femme au chapeau                                            | 1887 | 27 × 18,5 cm                               | Musée Van Gogh, Amsterdam                      | F 215c                                    |
|         | Portrait d'une femme assise                                                | 1887 | 31,5 × 21,5 cm                             | Musée Van Gogh, Amsterdam                      | F 215d                                    |
|         | Portrait de Léonie Rose Charbuy-Davy                                       | 1887 | 61 × 45,5 cm                               | Musée Van Gogh, Amsterdam                      | F 369 JH 1206                             |
|         | Portrait d'Alexandre Reid, assis dans un fauteuil                          | 1887 | 41 × 33 cm                                 | Fred Jones Jr. Museum of Art (en), Norman      | F 270 JH 1207                             |
|         | Agostina Segatori au café du Tambourin                                     | 1887 | 55,5 × 46,5 cm                             | Musée Van Gogh, Amsterdam                      | F 370 JH 1208 Musée                       |
|         | Autoportrait ou portrait de Théo Van Gogh                                  | 1887 | Huile sur carton 19 × 14 cm                | Musée Van Gogh, Amsterdam                      | F 294 JH 1209                             |
|         | Autoportrait au chapeau de feutre gris                                     | 1887 | Huile sur carton 19 × 14 cm                | Musée Van Gogh, Amsterdam                      | F 296 JH 1210                             |
|         | Autoportrait au chapeau de feutre gris                                     | 1887 | Huile sur carton 41 × 32 cm                | Rijksmuseum Amsterdam                          | F 295 JH 1211                             |
|         | Femme nue allongée, vue de dos                                             | 1887 | 38 × 61 cm                                 | collection privée                              | F 328 JH 1212                             |
|         | Femme nue sur un lit                                                       | 1887 | 59,5 × 73 cm (oval)                        | Fondation Barnes, Philadelphie                 | F 330 JH 1214                             |
|         | Femme nue allongée                                                         | 1887 | 24 × 41 cm                                 | Musée Kröller-Müller, Otterlo                  | F 329 JH 1215                             |
|         | Portrait d'une femme (Madame Tanguy ?)                                     | 1887 | 40 × 32 cm                                 | Kunstmuseum, Bâle                              | F 357 JH 1216                             |
|         | Boulevard de Clichy                                                        | 1887 | 42,5 × 55 cm                               | Musée Van Gogh, Amsterdam                      | F 292 JH 1219                             |
|         | Le Moulin de la Galette                                                    | 1887 | 46 × 38 cm                                 | Carnegie Museum of Art, Pittsburgh             | F 348a JH 1221                            |
|         | Usines vues d'une colline au clair de lune                                 | 1887 | 21 × 46,5 cm                               | Musée Van Gogh, Amsterdam                      | F 266a JH 1223                            |
|         | Autoportrait                                                               | 1887 | Huile sur carton 19 × 14 cm                | Musée Van Gogh, Amsterdam                      | F 267 JH 1224                             |
|         | Autoportrait                                                               | 1887 | Huile sur papier 32 × 23 cm                | Musée Kröller-Müller, Otterlo                  | F 380 JH 1225 Musée                       |
|         | Nature morte aux trois livres                                              | 1887 | Huile sur panneau 31 × 48,5 cm             | Musée Van Gogh, Amsterdam                      | F 335 JH 1226                             |
|         | Panier de bulbes à germer                                                  | 1887 | Huile sur panneau 31,5 × 48 cm             | Musée Van Gogh, Amsterdam                      | F 336 JH 1227                             |
|         | Nature morte au panier de crocus                                           | 1887 | 32,5 × 41 cm                               | Musée Van Gogh, Amsterdam                      | F 334 JH 1228                             |
|         | Pot de fleurs à la ciboulette                                              | 1887 | 31,5 × 22 cm                               | Musée Van Gogh, Amsterdam                      | F 337 JH 1229                             |
|         | Nature morte aux bouffis et à l'ail                                        | 1887 | 37 × 44,5 cm                               | Musée Artizon, Tokyo                           | F 283b JH 1230                            |
|         | Une paire de chaussures                                                    | 1887 | 37,5 × 45,5 cm                             | Courtauld Gallery, Londres                     | F 332a JH 1233                            |
|         | Trois paires de chaussures                                                 | 1887 | 49 × 72 cm                                 | Fogg Art Museum, Cambridge                     | F 332 JH 1234                             |
|         | Une paire de chaussures                                                    | 1887 | Huile sur carton 33 × 41 cm                | Musée Van Gogh, Amsterdam                      | F 331 JH 1235                             |
|         | Une paire de chaussures                                                    | 1887 | 34 × 41,5 cm                               | Musée d'Art de Baltimore                       | F 333 JH 1236                             |
|         | Nature morte aux citrons sur une assiette                                  | 1887 | 21 × 26,5 cm                               | Musée Van Gogh, Amsterdam                      | F 338 JH 1237                             |
|         | Nature morte à l'absinthe                                                  | 1887 | 46,5 × 33 cm                               | Musée Van Gogh, Amsterdam                      | F 339 JH 1238                             |
|         | Nature morte avec carafe et citrons sur une assiette                       | 1887 | 46,5 × 38,5 cm                             | Musée Van Gogh, Amsterdam                      | F 340 JH 1239                             |
|         | Scène de rue à Montmartre                                                  | 1887 | 46 × 61 cm                                 | collection privée                              | JH 1240                                   |
|         | Scène de rue à Montmartre : Le Moulin à Poivre                             | 1887 | 34,5 × 64,5 cm                             | Musée Van Gogh, Amsterdam                      | F 347 JH 1241                             |
|         | Vue des toits de Paris                                                     | 1887 | 46 × 38 cm                                 | Musée Van Gogh, Amsterdam                      | F 341 JH 1242                             |
|         | Vue des toits de Paris                                                     | 1887 | Huile sur carton 46 × 38,2 cm              | collection privée                              | F 341a JH 1243                            |
|         | Moulins à vent et jardins ouvriers                                         | 1887 | 44,8 × 81 cm                               | Musée Van Gogh, Amsterdam                      | F 346 JH 1244 Musée                       |
|         | Potager à Montmartre                                                       | 1887 | 96 × 120 cm                                | Stedelijk Museum Amsterdam                     | F 350 JH 1245                             |
|         | Derrière le Moulin de la galette                                           | 1887 | 81 × 100 cm                                | Musée Van Gogh, Amsterdam                      | F 316 JH 1246 Musée                       |
|         | Fritillaires impériales dans un vase de cuivre                             | 1887 | 73,5 × 60,5 cm                             | Musée d'Orsay, Paris                           | F 213 JH 1247 Musée                       |
|         | Autoportrait                                                               | 1887 | 41 × 33 cm                                 | Musée Van Gogh, Amsterdam                      | F 356 JH 1248                             |
|         | Autoportrait                                                               | 1887 | 42 × 33,7 cm                               | Art Institute of Chicago, Chicago              | F 345 JH 1249 Musée                       |
|         | Portrait du marchand d'art Alexander Reid                                  | 1887 | Huile sur carton 41,5 × 33,5 cm            | Kelvingrove Art Gallery and Museum, Glasgow    | F 343 JH 1250 Musée                       |
|         | Le Restaurant de la Sirène à Asnières                                      | 1887 | 54,5 × 65,5 cm                             | Musée d'Orsay, Paris                           | F 313 JH 1251 Musée                       |
|         | Le Restaurant de la Sirène à Asnières                                      | 1887 | 51,5 × 64 cm                               | Ashmolean Museum, Oxford                       | F 312 JH 1253                             |
|         | Le Restaurant de la Sirène à Asnières                                      | 1887 | 49 × 65,5 cm                               | Musée Van Gogh, Amsterdam                      | F 299 JH 1254                             |
|         | Aux portes de Paris                                                        | 1887 | 38 × 46 cm                                 | collection privée                              | F 351 JH 1255                             |
|         | Intérieur d'un restaurant                                                  | 1887 | 45,5 × 56,5 cm                             | Musée Kröller-Müller, Otterlo                  | F 342 JH 1256 Musée                       |
|         | La Seine avec un bateau à rames                                            | 1887 | 55 × 65 cm                                 | collection privée                              | F 298 JH 1257                             |
|         | Couples d'amoureux dans le parc Voyer-d'Argenson à Asnières                | 1887 | 75 × 112,5 cm                              | Musée Van Gogh, Amsterdam                      | F 314 JH 1258                             |
|         | Voie du parc Voyer-d'Argenson à Asnières                                   | 1887 | 59 × 81 cm                                 | Yale University Art Gallery, New Haven         | F 276 JH 1259                             |
|         | Périphérie de Paris : route avec paysan portant une pelle sur son épaule   | 1887 | 48 × 73 cm                                 | Institut Courtauld, Londres                    | F 361 JH 1260                             |
|         | Femme assise dans l'herbe                                                  | 1887 | Huile sur carton 41,5 × 34,5 cm            | collection privée                              | F 367 JH 1261                             |
|         | Une femme marchant dans un jardin (en)                                     | 1887 | 48 × 60 cm                                 | collection privée                              | F 368 JH 1262                             |
|         | Pâturage en fleurs                                                         | 1887 | 45,5 × 56,5 cm                             | Musée Kröller-Müller, Otterlo                  | F 583 JH 1263                             |
|         | Parc à Asnières au printemps                                               | 1887 | 50 × 65 cm                                 | collection privée                              | F 362 JH 1264                             |
|         | Entrée du parc du Voyer d'Argenson à Asnières                              | 1887 | 55 × 67 cm                                 | Musée d'Israël, Jérusalem                      | F 305 JH 1265                             |
|         | Le Restaurant Rispal à Asnières                                            | 1887 | 72 × 60 cm                                 | Musée d'art Nelson-Atkins, Kansas City         | F 355 JH 1266                             |
|         | Chaussée avec passage souterrain                                           | 1887 | 32,7 × 41 cm                               | Musée Solomon R. Guggenheim, New York          | F 239 JH 1267 Musée                       |
|         | Le pont de Seine à Asnières                                                | 1887 | 53 × 73 cm                                 | Menil Collection, Houston                      | F 240 JH 1268                             |
|         | Les bords de Seine                                                         | 1887 | 32 × 46 cm                                 | Musée Van Gogh, Amsterdam                      | F 293 JH 1269                             |
|         | Pêche au printemps                                                         | 1887 | 50,5 × 60 cm                               | Art Institute of Chicago, Chicago              | F 354 JH 1270                             |
|         | Les bords de Seine avec des bateaux                                        | 1887 | 48 × 55 cm                                 | collection privée                              | F 353 JH 1271                             |
|         | Châtaignier en fleurs                                                      | 1887 | 56 × 46,5 cm                               | Musée Van Gogh, Amsterdam                      | F 270a JH 1272                            |
|         | Bord d'un champ de blé avec des coquelicots                                | 1887 | Huile sur toile sur carton 40 × 32,5 cm    | Musée d'Art de Denver                          | F 310a JH1273                             |
|         | Champ de blé à l'alouette                                                  | 1887 | 34 × 65,5                                  | Musée Van Gogh, Amsterdam                      | F 310 JH1274                              |
|         | Vue d'une rivière avec barques                                             | 1887 | 52 × 65 cm                                 | collection privée                              | F 300 JH 1275                             |
|         | Voie du parc du Voyer d'Argenson à Asnières                                | 1887 | Huile sur carton 33 × 42 cm                | Musée Van Gogh, Amsterdam                      | F 275 JH 1278                             |
|         | Usines à Asnières                                                          | 1887 | 54 × 72 cm                                 | Musée d'Art de Saint-Louis                     | F 317 JH 1287                             |
|         | Les usines d'Asnières                                                      | 1887 | 46,5 × 54 cm                               | Fondation Barnes, Philadelphie                 | F 318 JH 1288                             |
|         | Vase avec lilas, marguerites et anémones                                   | 1887 | 46,5 × 37,5 cm                             | Musée d'Art et d'Histoire de Genève            | F 322 JH 1292                             |
|         | Vase avec bleuets et coquelicots                                           | 1887 | 80 × 67 cm                                 | collection privée                              | F 324 JH 1293                             |
|         | Lilas                                                                      | 1887 | 27,3 × 35,3 cm                             | inconnu                                        | F 286b JH 1294                            |
|         | Vase avec marguerites et anémones                                          | 1887 | 61 × 38 cm                                 | Musée Kröller-Müller, Otterlo                  | F 323 JH 1295                             |
|         | Japonaiserie : Prunier en fleurs, d'après le parc des pruniers d'Hiroshige | 1887 | 55 × 46 cm                                 | Musée Van Gogh, Amsterdam                      | F 371 JH 1296                             |
|         | Pont sous la pluie (d'après Hiroshige)                                     | 1887 | 73 × 54 cm                                 | Musée Van Gogh, Amsterdam                      | F 372 JH 1297 Musée                       |
|         | Japonaiserie : La courtisane                                               | 1887 | 105 × 60,5 cm                              | Musée Van Gogh, Amsterdam                      | F 373 JH 1298                             |
|         | Autoportrait                                                               | 1887 | 41 × 33,5 cm                               | Wadsworth Atheneum, Hartford                   | F 268 JH 1299                             |
|         | Autoportrait                                                               | 1887 | 41,5 × 31,5 cm                             | Musée Van Gogh, Amsterdam                      | F 179v JH 1300                            |
|         | Autoportrait                                                               | 1887 | 42 × 34 cm                                 | Musée Van Gogh, Amsterdam                      | F 269v JH 1301                            |
|         | Autoportrait                                                               | 1887 | 41 × 31 cm                                 | Musée Van Gogh, Amsterdam                      | F 61v JH 1302                             |
|         | Autoportrait                                                               | 1887 | Huile sur toile sur carton 42,5 × 31 cm    | Musée Van Gogh, Amsterdam                      | F 109v JH 1303                            |
|         | Autoportrait                                                               | 1887 | 41 × 33 cm                                 | Musée Van Gogh, Amsterdam                      | F 77v JH 1304                             |
|         | Chemin de Montmartre avec des tournesols                                   | 1887 | 32 × 41 cm                                 | Musée des Beaux-Arts de San Francisco          | F 77v JH 1304                             |
|         | Jardin avec tournesols                                                     | 1887 | 42,5 × 35,5 cm                             | Musée Van Gogh, Amsterdam                      | F 388v JH 1307                            |
|         | Autoportrait au chapeau de paille                                          | 1887 | Huile sur toile sur panneau 34,9 × 26,7 cm | Detroit Institute of Arts, Détroit             | F 526 JH 1309 Musée                       |
|         | Autoportrait au chapeau de paille                                          | 1887 | 40,5 × 32,5 cm                             | Musée Van Gogh, Amsterdam                      | F 469 JH 1310                             |
|         | Extérieur d'un restaurant à Asnières                                       | 1887 | 18,5 × 27 cm                               | Musée Van Gogh, Amsterdam                      | F 321 JH 1311                             |
|         | Arbres et sous-bois                                                        | 1887 | 46,5 × 55,5 cm                             | Musée Van Gogh, Amsterdam                      | F 309a JH 1312                            |
|         | sous-bois                                                                  | 1887 | 46 × 38 cm                                 | Musée Van Gogh, Amsterdam                      | F 308 JH 1313                             |
|         | Arbres dans un champ par une journée ensoleillée                           | 1887 | 37 × 45,5 cm                               | collection privée                              | F 291 JH 1314                             |
|         | Chemin dans les bois                                                       | 1887 | 46 × 38,5 cm                               | Musée Van Gogh, Amsterdam                      | F 309 JH 1315                             |
|         | Avenue du parc du Voyer d'Argenson à Asnières                              | 1887 | 55 × 67 cm                                 | collection privée                              | F 277 JH 1316                             |
|         | sous-bois                                                                  | 1887 | 32 × 46 cm                                 | Centraal Museum, Utrecht                       | F 306 JH 1317                             |
|         | Arbres et sous-bois                                                        | 1887 | 46 × 36 cm                                 | Musée Van Gogh, Amsterdam                      | F 307 JH 1318                             |
|         | Coin du parc du Voyer d'Argenson à Asnières                                | 1887 | 49 × 65 cm                                 | collection privée                              | F 315 JH 1320                             |
|         | Bords de Seine avec pont de Clichy au printemps                            | 1887 | 50 × 60 cm                                 | Musée d'Art de Dallas                          | F 352 JH 1321                             |
|         | Bords de Seine avec pont de Clichy                                         | 1887 | 30,5 × 39 cm                               | Institut Courtauld, Londres                    | F 302 JH 1322                             |
|         | La Seine avec le pont de Clichy                                            | 1887 | 55 × 46 cm                                 | collection privée                              | F 303 JH 1323                             |
|         | Bateau de blanchisseuses sur la Seine à Asnières                           | 1887 | 19 × 27 cm                                 | Musée des Beaux-Arts de Virginie, Richmond     | F 311 JH 1325 Musée                       |
|         | La Seine avec le pont de la Grande Jatte                                   | 1887 | 32 × 40,5 cm                               | Musée Van Gogh, Amsterdam                      | F 304 1326                                |
|         | Les Ponts d'Asnières                                                       | 1887 | 52 × 65 cm                                 | Fondation et Collection Emil G. Bührle, Zurich | F 301 JH 1327 Musée                       |
|         | Deux tournesols coupés                                                     | 1887 | Huile sur toile sur carton 21 × 27 cm      | Musée Van Gogh, Amsterdam                      | F 377 JH 1328 Musée                       |
|         | Deux tournesols coupés                                                     | 1887 | 43,2 × 61 cm                               | Metropolitan Museum of Art, New York           | F 375 JH 1329                             |
|         | Quatre tournesols fanés                                                    | 1887 | 60 × 100 cm                                | Musée Kröller-Müller, Otterlo                  | F 452 JH 1330 Musée                       |
|         | Deux tournesols coupés                                                     | 1887 | 50 × 60 cm                                 | Musée des Beaux-Arts de Berne                  | F 376 JH 1331                             |
|         | Nature morte aux romans français et à la rose                              | 1887 | 73 × 93 cm                                 | Institut Courtauld, Londres                    | F 359 JH 1332                             |
|         | Autoportrait avec une estampe japonaise                                    | 1887 | 44 × 35 cm                                 | Kunstmuseum, Bâle                              | F 319 JH 1333                             |
|         | Autoportrait                                                               | 1887 | 47 × 35 cm                                 | Musée d'Orsay, Paris                           | F 320 JH 1334 Musée                       |
|         | Chrysanthèmes et fleurs sauvages dans un vase                              | 1887 | 65 × 54 cm                                 | Metropolitan Museum of Art, New York           | F 588 JH 1335                             |
|         | Nature morte aux raisins                                                   | 1887 | 32,5 × 46 cm                               | Musée Van Gogh, Amsterdam                      | F 603 JH 1336                             |
|         | Nature morte aux pommes, poires, citrons et raisins                        | 1887 | 46,5 × 55,2 cm                             | Art Institute of Chicago, Chicago              | F 382 JH 1337                             |
|         | Nature morte au chou rouge et aux oignons                                  | 1887 | 50 × 64,5 cm                               | Musée Van Gogh, Amsterdam                      | F 374 JH 1338                             |
|         | Nature morte aux raisins rouges et aux citrons                             | 1887 | 48,5 × 65 cm                               | Musée Van Gogh, Amsterdam                      | F 383 JH 1339                             |
|         | Nature morte au panier de pommes dédiée à Lucien Pissarro                  | 1887 | 50 × 61 cm                                 | Musée Kröller-Müller, Otterlo                  | F 378 JH 1340                             |
|         | Nature morte au panier de pommes                                           | 1887 | 46,7 × 55,2 cm                             | Musée d'Art de Saint-Louis                     | F 379 JH 1341                             |
|         | Nature morte aux pommes                                                    | 1887 | 46 × 61,5 cm                               | Musée Van Gogh, Amsterdam                      | F 254 JH 1342                             |
|         | Nature morte aux coings                                                    | 1887 | 46 × 59,5 cm                               | Galerie Neue Meister, Dresde                   | F 602 JH 1343 Musée                       |
|         | Autoportrait                                                               | 1887 | 46,5 × 35,5 cm                             | Fondation et Collection Emil G. Bührle, Zurich | F 366 JH 1345                             |
|         | Crâne                                                                      | 1887 | Huile sur toile sur carton 43 × 31 cm      | Musée Van Gogh, Amsterdam                      | F 297 JH 1346                             |
|         | Crâne                                                                      | 1887 | Huile sur toile sur carton 41,5 × 31,5 cm  | Musée Van Gogh, Amsterdam                      | F 297a JH 1347                            |
|         | Statuette en plâtre d'un torse féminin                                     | 1887 | 73 × 54 cm                                 | Musée d'art Menard, Komaki                     | F 216 JH 1348                             |
|         | Nature morte à la statuette de plâtre et aux deux romans                   | 1887 | 50 × 61 cm                                 | Musée Kröller-Müller, Otterlo                  | F 360 JH 1349                             |
|         | Le Père Tanguy                                                             | 1887 | 92 × 75 cm                                 | Musée Rodin, Paris                             | F 363 JH 1351 Musée                       |
|         | Le Père Tanguy                                                             | 1887 | 65 × 51 cm                                 | collection privée                              | F 364 JH 1352                             |
|         | Autoportrait au chapeau de feutre gris                                     | 1887 | 44 × 37,5 cm                               | Musée Van Gogh, Amsterdam                      | F 344 JH 1353 Musée                       |
|         | Autoportrait au chapeau de paille                                          | 1887 | 40,6 × 31,8 cm                             | Metropolitan Museum of Art, New York           | F 365v JH 1354 Musée                      |
|         | Femme italienne                                                            | 1887 | 81 × 60 cm                                 | Musée d'Orsay, Paris                           | F 381 JH 1355 Musée                       |
|         | Autoportrait en peintre                                                    | 1887 | 65,5 × 50,5 cm                             | Musée Van Gogh, Amsterdam                      | F 522 JH 1356 Musée                       |
|         | Les Bretonnes et le Pardon à Pont Aven d'après Emile Bernard               | 1888 | aquarelle 67 × 48 cm                       | Galleria d'Arte Moderna, Milan                 | F 1422, JH 1654 Google Arts               |

## Arles
| Tableau | Titre                                                             | Date                   | Dimensions                               | Lieu de conservation                                  | Référence                                  |
| ------- | ----------------------------------------------------------------- | ---------------------- | ---------------------------------------- | ----------------------------------------------------- | ------------------------------------------ |
|         | Vieille femme d'Arles                                             | février 1888           | 58 × 42 cm                               | Musée Van Gogh, Amsterdam                             | F 390 JH 1357                              |
|         | Paysage enneigé d'Arles                                           | février 1888           | 50 × 60 cm                               | collection privée                                     | F 391 JH 1358                              |
|         | Une charcuterie vue d'une fenêtre                                 | février 1888           | Huile sur toile et carton 39,5 × 32,5 cm | Musée Van Gogh, Amsterdam                             | F 389 JH 1359                              |
|         | Paysage enneigé                                                   | février 1888           | 38 × 46 cm                               | Musée Guggenheim, New York                            | F 290 JH 1360 Musée                        |
|         | Branche d'amandier en fleurs dans un verre                        | mars 1888              | 24,5 × 19,5 cm                           | Musée Van Gogh, Amsterdam                             | F 392 JH 1361                              |
|         | Branche d'amandier en fleurs dans un verre                        | mars 1888              | 24,5 × 19,5 cm                           | collection privée                                     | F 393 JH 1362                              |
|         | Nature morte au panier et aux six oranges                         | mars 1888              | 45 × 54 cm                               | collection privée                                     | F 395 JH 1363                              |
|         | Nature morte : pommes de terre dans un plat jaune                 | mars 1888              | 39 × 47 cm                               | Musée Kröller-Müller, Otterlo                         | F 386 JH 1365                              |
|         | Allée de platanes près de la gare d'Arles                         | mars 1888              | 46 × 49,5 cm                             | Musée Rodin, Paris                                    | F 398 JH 1366                              |
|         | Le pont du Gleize sur le canal du Vigueirat                       | mars 1888              | 46 × 49 cm                               | collection privée                                     | F 396 JH 1367                              |
|         | Le Pont Langlois avec des lavandières                             | mars 1888              | 54 × 65 cm                               | Musée Kröller-Müller, Otterlo                         | F 397 JH 1368 Musée                        |
|         | Le Pont Langlois à Arles avec route le long du canal              | mars 1888              | 59 × 74 cm                               | Musée van Gogh, Amsterdam                             | F 400 JH 1371 Musée                        |
|         | Le Pont Langlois à Arles                                          | avril 1888             | 60 × 65 cm                               | collection privée                                     | F 571 JH 1392                              |
|         | Le Pont Langlois                                                  | mai 1888               | 49,5 × 64 cm                             | Musée Wallraf Richartz, Cologne                       | F 570 JH 1421 Kulturelles Erbe             |
|         | Le Pont de Langlois à Arles                                       | juin-juillet 1888      | aquarelle 30 × 30 cm                     | collection privée, Vente 2003                         | Catalogue Christie's                       |
|         | Deux amoureux                                                     | mars 1888              | 32,5 × 23 cm                             | collection privée                                     | F 544 JH 1369                              |
|         | Pêchers en fleurs, « Souvenir de Mauve »                          | mars 1888              | 73 × 59,5 cm                             | Musée Kröller-Müller , Otterlo                        | F 394 JH 1379 Musée                        |
|         | Abricotiers en fleurs                                             | avril 1888             | 64,5 × 80,5 cm                           | Musée van Gogh, Amsterdam                             | F 555 JH 1380 Musée                        |
|         | Verger en fleurs                                                  | avril 1888             | 72,4 × 53,5 cm                           | Metropolitan Museum of Art, New York                  | F 552 JH 1381                              |
|         | Le verger blanc                                                   | avril 1888             | 60 × 81 cm                               | Musée van Gogh, Amsterdam                             | F 403 JH 1378                              |
|         | Abricotiers en fleurs                                             | avril 1888             | 55 × 65,5 cm                             | collection privée                                     | F 556 JH 1383 Collection Bürhle            |
|         | Verger en fleurs                                                  | avril 1888             | 72,5 × 92 cm                             | Musée van Gogh, Amsterdam                             | F 511 JH 1386                              |
|         | Pruniers en fleurs                                                | avril 1888             | 55 × 65 cm                               | Galerie nationale d'Écosse, Édimbourg                 | F 553 JH 1387                              |
|         | Verger en fleurs, bordé de cyprès                                 | avril 1888             | 32,5 × 40 cm                             | Yale University Art Gallery, New Haven                | F 554 JH 1388                              |
|         | Verger en fleurs, bordé de cyprès                                 | avril 1888             | 65 × 81 cm                               | Musée Kröller-Müller, Otterlo                         | F 513 JH 1389                              |
|         | Poirier en fleurs                                                 | avril 1888             | 73,6 × 46,3 cm                           | Musée van Gogh, Amsterdam                             | F 405 JH 1394 Musée                        |
|         | Verger avec pêchers en fleurs                                     | avril 1888             | 65 × 81 cm                               | collection privée                                     | F 551 JH 1396                              |
|         | Amandier en fleurs                                                | avril 1888             | 48,5 × 36 cm                             | Musée van Gogh, Amsterdam                             | F 557 JH 1397                              |
|         | Abricotiers en fleurs                                             | avril 1888             | 41 × 33 cm                               | collection privée                                     | F 399 JH 1398                              |
|         | Verger en fleurs                                                  | avril 1888             | 72 × 58 cm                               | collection privée                                     | F 406 JH 1399                              |
|         | Chemin à travers un champ de saules                               | avril 1888             | 31,5 × 38,5 cm                           | collection privée                                     | F 407 JH 1402                              |
|         | Pêcher en fleurs                                                  | avril-mai 1888         | 80,5 × 59,5 cm                           | Musée van Gogh, Amsterdam                             | F 404 JH 1391                              |
|         | Champ d'iris près d'Arles                                         | mai 1888               | 54 × 65 cm                               | Musée van Gogh, Amsterdam                             | F 409 JH 1416 Musée                        |
|         | Ferme dans un champ de blé                                        | mai 1888               | 45,3 × 50,9 cm                           | Musée van Gogh, Amsterdam                             | F 408 JH 1417                              |
|         | Ruelle près d'Arles                                               | mai 1888               | 61 × 50 cm                               | Musée régional de Poméranie, Greifswald               | F 567 JH 1419                              |
|         | Paysage sous un ciel d'orage                                      | mai 1888               | 59,5 × 70 cm                             | collection privée                                     | F 575 JH 1422                              |
|         | Ferme dans un champ de blé près d'Arles                           | mai 1888               | 24,5 × 35 cm                             | Musée van Gogh, Amsterdam                             | F 576 JH 1423                              |
|         | Nature morte : cruche de majolique avec fleurs sauvages           | mai 1888               | 55 × 46 cm                               | Fondation Barnes, Philadelphie                        | F 600 JH 1424                              |
|         | Nature morte : bouteille, citrons et oranges                      | mai 1888               | 53 × 63 cm                               | Musée Kröller-Müller, Otterlo                         | F 384 JH 1425                              |
|         | Nature morte : cafetière en émail bleu, faïence et fruits         | mai 1888               | 65 × 81 cm                               | Musée de la fondation Goulandrís, Athènes             | F 410 JH 1426                              |
|         | Nature morte : bol avec marguerites                               | mai 1888               | 33 × 42 cm                               | Musée des Beaux-Arts de Virginie, Richmond            | F 591 JH 1429                              |
|         | La Moisson ou Moissons à La Crau avec Montmajour en arrière-plan  | juin 1888              | 73 × 92 cm                               | Musée van Gogh, Amsterdam                             | F 412 JH 1440 Musée                        |
|         | Meules de foin en Provence                                        | juin 1888              | 73 × 92,5 cm                             | Musée Kröller-Müller, Otterlo                         | F 425 JH 1442 Musée                        |
|         | Ferme en Provence                                                 | juin 1888              | 46,1 × 60,9 cm                           | National Gallery of Art, Washington                   | F 565 JH 1443                              |
|         | Vue de Saintes-Maries-de-la-Mer                                   | juin 1888              | 64 × 53 cm                               | Musée Kröller-Müller, Otterlo                         | F 416 JH 1447                              |
|         | Paysage marin aux Saintes-Maries                                  | juin 1888              | 51 × 64 cm                               | Musée van Gogh, Amsterdam                             | F 415 JH 1452                              |
|         | La Mer aux Saintes-Marie                                          | juin 1888              | 44 × 53 cm                               | Musée des Beaux-Arts Pouchkine, Moscou                | F 417 JH 1453 Musée                        |
|         | Bateaux de pêche sur la plage des Saintes-Maries                  | juin 1888              | 65 × 81,5 cm                             | Musée van Gogh, Amsterdam                             | F 413 JH 1460 Musée                        |
|         | Rue des Saintes-Maries                                            | juin 1888              | 38,3 × 46,1 cm                           | collection privée                                     | F 420 JH 1462                              |
|         | Cabanes blanches aux Saintes-Maries                               | juin 1888              | 33,5 × 41,5 cm                           | Kunsthaus de Zurich                                   | F 419 JH 1465 Musée                        |
|         | Fille aux cheveux ébouriffés                                      | juin 1888              | 35,5 × 24,5 cm                           | collection privée                                     | F 535 JH 1467                              |
|         | Le Pont de Trinquetaille                                          | juin 1888              | 65 × 81 cm                               | collection privée, Vente 2004                         | F 426 JH 1468 Catalogue Christie's         |
|         | Le semeur                                                         | juin 1888              | 64 × 80,5 cm                             | Musée Kröller-Müller, Otterlo                         | F 422 JH 1470 Musée                        |
|         | Soirée d'été à Arles                                              | juin 1888              | 73,5 × 92 cm                             | Musée des Beaux-Arts de Winterthour                   | F 465 JH 1473 Musée                        |
|         | Champ de blé                                                      | juin 1888              | 50 × 61 cm                               | collection privée                                     | F 564 JH 1475                              |
|         | Champ de blé avec les Alpilles en arrière-plan                    | juin 1888              | Huile sur toile en carton 54 × 65 cm     | Musée van Gogh, Amsterdam                             | F 411 JH 1476                              |
|         | Les moissonneurs                                                  | juin 1888              | 73 × 54 cm                               | Musée Rodin, Paris                                    | F 545 JH 1477                              |
|         | Champ de blé avec meules                                          | juin 1888              | 28,5 × 37 cm                             | collection privée                                     | JH 1478                                    |
|         | Champ de blé avec gerbes                                          | juin 1888              | 55,2 × 66 cm                             | Honolulu Museum of Art                                | F 561 JH 1480                              |
|         | récolte en Provence                                               | juin 1888              | 50 × 60 cm                               | Musée d'Israël, Jérusalem                             | F 558 JH 1481                              |
|         | Épis de blé verts                                                 | juin 1888              | 54 × 65 cm                               | Musée d'Israël, Jérusalem                             | F 562 JH 1483                              |
|         | Le Zouave (en)                                                    | juin 1888              | 65 × 54 cm                               | Musée van Gogh, Amsterdam                             | F 423 JH 1486                              |
|         | Le zouave assis                                                   | juin 1888              | 81 × 65 cm                               | collection privée                                     | F 424 JH 1488                              |
|         | Coucher de soleil à Montmajour                                    | juillet 1888           | 93,3 × 73,3 cm                           | collection privée                                     | authentifié par le Musée Van Gogh en 2013, |
|         | Rochers avec chêne                                                | juillet 1888           | 54 × 65 cm                               | Musée des Beaux-Arts de Houston                       | F 466 JH 1489                              |
|         | Canal avec lavandières                                            | juillet 1888           | 74 × 60 cm                               | collection privée                                     | F 427 JH 1490                              |
|         | Le peintre en route pour son travail                              | juillet 1888           | 48 × 44 cm                               | détruit par le feu lors de la Seconde Guerre mondiale | F 448 JH 1491                              |
|         | Pelouse ensoleillée dans un parc public                           | juillet 1888           | 60,5 × 73,5 cm                           | Kunsthaus de Zurich                                   | F 428 JH 1499                              |
|         | Jardin fleuri                                                     | juillet 1888           | 92 × 73 cm                               | collection privée                                     | F 430 JH 1510                              |
|         | Jardin fleuri avec chemin                                         | juillet 1888           | 72 × 91 cm                               | Musée d'Art de La Haye                                | F 429 JH 1513                              |
|         | La Mousmé                                                         | juillet 1888           | 74 × 60 cm                               | National Gallery of Art, Washington                   | F 431 JH 1519 Musée                        |
|         | Portrait de Joseph Roulin                                         | août 1888              | 81,2 × 65,3 cm                           | Musée des Beaux-Arts, Boston                          | F 432 JH 1522 Musée                        |
|         | Portrait de Joseph Roulin                                         | août 1888              | 64,1 × 47,9 cm                           | Detroit Institute of Arts                             | F 433 JH 1524                              |
|         | Jardin derrière une maison                                        | août 1888              | 63,5 × 52,5 cm                           | collection privée                                     | F 578 JH 1538                              |
|         | Portrait de Patience Escalier, berger en Provence                 | août 1888              | 64 × 54 cm                               | Norton Simon Museum, Pasadena                         | F 443 JH 1548                              |
|         | Chardons                                                          | août 1888              | 59 × 49 cm                               | collection privée                                     | F 447 JH 1550                              |
|         | Deux chardons                                                     | août 1888              | 55 × 45 cm                               | collection privée                                     | F 447a JH 1551                             |
|         | Wagons de chemin de fer à Arles                                   | août 1888              | 45 × 50 cm                               | Musée Angladon, Avignon                               | F 446 JH 1553                              |
|         | Les Roulottes, campement de Bohémiens                             | août 1888              | 45 × 51 cm                               | Musée d'Orsay, Paris                                  | F 445 JH 1554 Musée                        |
|         | Les Bateaux amarrés                                               | août 1888              | 78 × 89 cm                               | Musée Folkwang, Essen                                 | F 449 JH 1558 Musée                        |
|         | Trois tournesols dans un vase                                     | août 1888              | 73 × 58 cm                               | collection privée                                     | F 453 JH 1559                              |
|         | Nature morte : Vase aux cinq tournesols                           | août 1888              | 98 × 69 cm                               | détruit par le feu lors de la Seconde Guerre mondiale | F 459 JH 1560                              |
|         | Nature morte : Vase avec douze tournesols                         | août 1888              | 91 × 72 cm                               | Neue Pinakothek, Munich                               | F 456 JH 1561 Bildindex                    |
|         | Nature morte : Vase avec quinze tournesols                        | août 1888              | 93 × 73 cm                               | National Gallery, Londres                             | F 454 JH 1562 Musée                        |
|         | Portrait de Patience Escalier                                     | août 1888              | 69 × 56 cm                               | collection Stavros Niarchos, Athènes                  | F 444 JH 1563 Hellenicaworld               |
|         | Autoportrait à la pipe et au chapeau de paille                    | août 1888              | Huile sur toile sur carton 42 × 30 cm    | Musée Van Gogh, Amsterdam                             | F 524 JH 1565                              |
|         | Lauriers roses                                                    | août 1888              | 60,3 × 73,6 cm                           | Metropolitan Museum of Art, New York                  | F 593 JH 1566 Musée                        |
|         | Nature morte : Vase aux lauriers roses (en)                       | août 1888              | 56 × 36 cm                               | inconnu                                               | F 594 JH 1567                              |
|         | Nature morte : vase aux zinnias                                   | août 1888              | 64 × 49,5 cm                             | collection privée                                     | F 592 JH 1568                              |
|         | Une paire de chaussures                                           | août 1888              | 44 × 53 cm                               | Metropolitan Museum of Art, New York                  | F 461 JH 1569                              |
|         | Barges à charbon                                                  | août 1888              | 71 × 95 cm                               | collection privée                                     | F 437 JH 1570                              |
|         | Barges à charbon                                                  | août 1888              | 54 × 65 cm                               | Musée Thyssen-Bornemisza, Madrid                      | F 438 JH 1571                              |
|         | Intérieur d'un restaurant à Arles (en)                            | août 1888              | 54 × 64,5 cm                             | collection privée                                     | F 549 JH 1572                              |
|         | Intérieur d'un restaurant à Arles                                 | août 1888              | 65,5 × 81 cm                             | collection privée                                     | F 549a JH 1573                             |
|         | Portrait d'Eugène Boch                                            | septembre 1888         | 60 × 45 cm                               | Musée d'Orsay, Paris                                  | F 462 JH 1574 Musée                        |
|         | Le Café de nuit                                                   | septembre 1888         | 70 × 89 cm                               | Yale University Art Gallery, New Haven                | F 463 JH 1575 Musée                        |
|         | La Maison de la Crau ou Le Vieux Moulin                           | septembre 1888         | 64,5 × 54 cm                             | Galerie d'art Albright-Knox, Buffalo                  | F 550 JH 1577                              |
|         | Le Jardin du poète                                                | septembre 1888         | 73 × 91,2 cm                             | Art Institute of Chicago                              | F 468 JH 1578 Musée                        |
|         | Terrasse du café le soir                                          | septembre 1888         | 81 × 65,5 cm                             | Musée Kröller-Müller, Otterlo                         | F 467 JH 1580 Musée                        |
|         | Autoportrait dédié à Paul Gauguin                                 | septembre 1888         | 62 × 52 cm                               | Fogg Art Museum, Cambridge                            | F 476 JH 1581 Musée                        |
|         | Une allée du jardin public d'Arles (en)                           | septembre 1888         | 73 × 92 cm                               | Musée Kröller-Müller, Otterlo                         | F 470 JH 1582                              |
|         | Entrée du parc public d'Arles                                     | septembre 1888         | 72,5 × 91 cm                             | The Phillips Collection, Washington                   | F 566 JH 1585 Musée                        |
|         | Champ labouré                                                     | septembre 1888         | 72,5 × 92,5 cm                           | Musée Van Gogh, Amsterdam                             | F 574 JH 1586                              |
|         | L'Amoureux (Portrait de Miliet, sous-lieutenant)                  | septembre 1888         | 60 × 49 cm                               | Musée Kröller-Müller, Otterlo                         | F 473 JH 1588 Musée                        |
|         | La Maison jaune                                                   | septembre 1888         | 72 × 91,5 cm                             | Musée Van Gogh, Amsterdam                             | F 464 JH 1589 Musée                        |
|         | La Nuit étoilée                                                   | septembre 1888         | 72,5 × 92 cm                             | Musée d'Orsay, Paris                                  | F 474 JH 1592 Musée                        |
|         | Le vignoble vert                                                  | septembre 1888         | 72 × 92 cm                               | Musée Kröller-Müller, Otterlo                         | F 475 JH 1595                              |
|         | Le Semeur avec la périphérie d'Arles en arrière-plan              | septembre 1888         | 33,6 × 40,4 cm                           | Musée Hammer, Los Angeles                             | F 575a JH 1596                             |
|         | Saules au coucher du soleil                                       | automne 1888           | 31,5 × 34,5 cm                           | Musée Kröller-Müller, Otterlo                         | F 572 JH 1597 Musée                        |
|         | Le parc public d'Arles                                            | octobre 1888           | 72 × 93 cm                               | collection privée                                     | F 472 JH 1598                              |
|         | Le lupanar                                                        | octobre 1888           | 33 × 41 cm                               | Fondation Barnes, Philadelphie                        | F 478 JH 1599                              |
|         | Portrait de la mère de l'artiste                                  | octobre 1888           | 40,6 × 32,4 cm                           | Norton Simon Museum, Pasadena                         | F 477 JH 1600                              |
|         | Jardin public avec couple et sapin bleu                           | octobre 1888           | 73 × 92 cm                               | collection privée                                     | F 479 JH 1601                              |
|         | Le pont ferroviaire sur l'avenue Montmajour                       | octobre 1888           | 71 × 92 cm                               | collection privée                                     | F 480 JH 1603                              |
|         | Le pont de la Trinquetaille                                       | octobre 1888           | 73,5 × 92,5 cm                           | collection privée                                     | F 481 JH 1604                              |
|         | La Diligence de Tarascon                                          | octobre 1888           | 72 × 92 cm                               | Musée d'Art de l'université de Princeton, Princeton   | F 478a JH 1605                             |
|         | La Chambre de Van Gogh à Arles                                    | octobre 1888           | 72 × 90 cm                               | Musée Van Gogh, Amsterdam                             | F 482 JH 1608 Musée                        |
|         | Nature morte : romans français                                    | octobre 1888           | 53 × 73,2 cm                             | Musée Van Gogh, Amsterdam                             | F 358 JH 1612                              |
|         | Le parc d'Arles avec l'entrée vue à travers les arbres            | octobre 1888           | 74 × 62 cm                               | détruit par le feu lors de la Seconde Guerre mondiale | F 471 JH 1613                              |
|         | Les amoureux                                                      | octobre 1888           | 75 × 92 cm                               | inconnu                                               | F 485 JH 1615                              |
|         | Le semeur                                                         | octobre 1888           | 72 × 91,5 cm                             | Villa Flora, Winterthour                              | F 494 JH 1617                              |
|         | Tronc d'un vieil if                                               | octobre 1888           | 91 × 71 cm                               | collection privée                                     | F 573 JH 1618                              |
|         | Les Alyscamps (Chûte de feuilles)                                 | novembre 1888          | 73 × 92 cm                               | Musée Kröller-Müller, Otterlo                         | F 486 JH 1620 Musée                        |
|         | Les Alyscamps                                                     | novembre 1888          | 72 × 91 cm                               | collection privée                                     | F 487 JH 1621                              |
|         | Les Alyscamps                                                     | novembre 1888          | 93 × 72 cm                               | Musée de la fondation Goulandrís, Athènes             | F 568 JH 1622                              |
|         | Les Alyscamps                                                     | novembre 1888          | 92 × 73,5 cm                             | collection privée                                     | F 569 JH 1623                              |
|         | L'Arlésienne : Madame Ginoux aux livres                           | novembre 1888          | 91,4 × 73,7 cm                           | Metropolitan Museum of Art, New York                  | F 488 JH 1624 Musée                        |
|         | L'Arlésienne : Madame Ginoux avec gants et parapluie              | novembre 1888          | 93 × 74 cm                               | Musée d'Orsay, Paris                                  | F 489 JH 1625 Musée                        |
|         | La Vigne rouge                                                    | novembre 1888          | 75 × 93 cm                               | Musée des Beaux-Arts Pouchkine, Moscou                | F 495 JH 1626 Musée                        |
|         | Le Semeur                                                         | novembre 1888          | Huile sur toile de jute 73,5 × 93 cm     | Fondation et Collection Emil G. Bührle, Zurich        | F 450 JH 1627 Musée                        |
|         | Le semeur                                                         | novembre 1888          | 32 × 40 cm                               | Musée Van Gogh, Amsterdam                             | F 451 JH 1628                              |
|         | Souvenir du jardin à Etten (Les Dames d'Arles)                    | novembre 1888          | 73,5 × 92,5 cm                           | Musée de l'Ermitage, Saint-Pétersbourg                | F 496 JH 1630 Musée                        |
|         | La lectrice de roman                                              | novembre 1888          | 73 × 92 cm                               | collection privée                                     | F 497 JH 1632                              |
|         | autoportrait                                                      | novembre-décembre 1888 | 46 × 38 cm                               | collection privée                                     | F 501 JH 1634                              |
|         | Mère Roulin avec son bébé                                         | novembre-décembre 1888 | 92 × 73,5 cm                             | Philadelphia Museum of Art, Philadelphie              | F 490 JH 1637                              |
|         | Mère Roulin avec son bébé                                         | novembre-décembre 1888 | 63,5 × 51 cm                             | Metropolitan Museum of Art, New York                  | F 491 JH 1638                              |
|         | Portrait d'Armand Roulin                                          | novembre-décembre 1888 | 65 × 54,1 cm                             | Musée Folkwang, Essen                                 | F 492 JH 1642 Musée                        |
|         | Portrait d'Armand Roulin                                          | novembre-décembre 1888 | 65 × 54 cm                               | Musée Boijmans Van Beuningen, Rotterdam               | F 493 JH 1643                              |
|         | Portrait de Camille Roulin                                        | novembre-décembre 1888 | 43 × 35 cm                               | Philadelphia Museum of Art, Philadelphie              | F 537 JH 1644                              |
|         | Portrait de Camille Roulin                                        | novembre-décembre 1888 | 40,5 × 32,5 cm                           | Musée Van Gogh, Amsterdam                             | F 538 JH 1645                              |
|         | Portrait de Madame Augustine Roulin                               | novembre-décembre 1888 | 55 × 65 cm                               | Musée Oskar Reinhart « Am Römerholz », Winterthour    | F 503 JH 1646 Musée                        |
|         | Portrait de Joseph Roulin                                         | novembre-décembre 1888 | 65 × 54 cm                               | Musée des Beaux-Arts de Winterthour                   | F 434 JH 1647                              |
|         | Portrait de Paul Gauguin (homme au béret rouge)                   | décembre 1888          | Huile sur jute 37 × 33 cm                | Musée Van Gogh, Amsterdam                             | F 546                                      |
|         | La Chaise de Vincent                                              | décembre 1888          | 93 × 73,5 cm                             | National Gallery, Londres                             | F 498 JH 1635 Musée                        |
|         | Le Fauteuil de Paul Gauguin                                       | décembre 1888          | 90,5 × 72,5 cm                           | Musée Van Gogh, Amsterdam                             | F 499 JH 1636                              |
|         | Le Bébé Marcelle Roulin                                           | décembre 1888          | 35 × 24 cm                               | National Gallery of Art, Washington                   | F 440 JH 1639                              |
|         | Le Bébé Marcelle Roulin                                           | décembre 1888          | 34,3 × 23,5 cm                           | collection privée                                     | F 441a JH 1640                             |
|         | Le Bébé Marcelle Roulin                                           | décembre 1888          | 35 × 24,5 cm                             | Musée Van Gogh, Amsterdam                             | F 441 JH 1641 Musée                        |
|         | Jeune Homme au bonnet                                             | décembre 1888          | 47,5 × 39 cm                             | collection privée                                     | F 536 JH 1648                              |
|         | Portrait d'homme                                                  | décembre 1888          | 65 × 54,5 cm                             | Musée Kröller-Müller, Otterlo                         | F 533 JH 1649                              |
|         | Portrait d'un homme borgne                                        | décembre 1888          | 56 × 36,5 cm                             | Musée Van Gogh, Amsterdam                             | F 532 JH 1650                              |
|         | Le Fumeur                                                         | décembre 1888          | 62 × 47 cm                               | Fondation Barnes, Philadelphie                        | F 534 JH 1651                              |
|         | La Salle de danse d'Arles                                         | décembre 1888          | 65 × 81 cm                               | Musée d'Orsay, Paris                                  | F 547 JH 1652 Musée                        |
|         | Les Arènes d'Arles                                                | décembre 1888          | 73 × 92 cm                               | Musée de l'Ermitage, Saint-Pétersbourg                | F 548 JH 1653 Musée                        |
|         | La Berceuse (Augustine Roulin)                                    | décembre 1888          | 92 × 73 cm                               | Musée Kröller-Müller, Otterlo                         | F 504 JH 1655 Musée                        |
|         | L'Écolier (Le fils du facteur - Gamin au Képi),                   | décembre 1888          | 63,5 × 54 cm                             | Musée d'art de São Paulo                              | F 665 JH 1879 Musée                        |
|         | Nature morte : planche à dessin, pipe, oignons et cire à cacheter | janvier 1889           | 50 × 64 cm                               | Musée Kröller-Müller, Otterlo                         | F 604 JH 1656 Musée                        |
|         | Autoportrait à l'oreille bandée                                   | janvier 1889           | 60 × 49 cm                               | Courtauld Gallery, Londres                            | F 527 JH 1657 Musée                        |
|         | Autoportrait à l'oreille bandée et à la pipe                      | janvier 1889           | 51 × 45 cm                               | Kunsthaus de Zurich ?                                 | F 529 JH 1658 [réf. nécessaire]            |
|         | Portrait du docteur Rey                                           | janvier 1889           | 64 × 53 cm                               | Musée national d'Art moderne occidental, Moscou       | F 500 JH 1659 Musée                        |
|         | Nature morte : deux harengs rouges                                | janvier 1889           | 33 × 47 cm                               | collection privée                                     | F 283a JH 1660                             |
|         | Nature morte : Bouffis sur un morceau de papier jaune             | janvier 1889           | 33 × 41 cm                               | collection privée                                     | F 510 JH 1661                              |
|         | Deux crabes                                                       | janvier 1889           | 47 × 61 cm                               | National Gallery, Londres                             | F 606 JH 1662                              |
|         | Crabe sur le dos                                                  | janvier 1889           | 38 × 46,5 cm                             | Musée Van Gogh, Amsterdam                             | F 605 JH 1663                              |
|         | Nature morte aux oranges, citrons et gants bleus                  | janvier 1889           | 47,3 × 64,3 cm                           | National Gallery of Art, Washington                   | F 502 JH 1664                              |
|         | Nature morte : Vase avec quinze tournesols (Les Tournesols)       | janvier 1889           | 100,5 × 76,5 cm                          | Musée d'art de Sompo (de), Tokyo                      | F 457 JH 1666                              |
|         | Les Tournesols                                                    | janvier 1889           | 95 × 73 cm                               | Musée Van Gogh, Amsterdam                             | F 458 JH 1667 Musée                        |
|         | Nature morte : Vase avec douze tournesols (Les Tournesols)        | janvier 1889           | 92 × 72,5 cm                             | Philadelphia Museum of Art, Philadelphie              | F 455 JH 1668                              |
|         | La Berceuse (Augustine Roulin)                                    | janvier 1889           | 93 × 74 cm                               | Metropolitan Museum of Art, New York                  | F 505 JH 1669                              |
|         | La Berceuse (Augustine Roulin)                                    | janvier 1889           | 92,7 × 73,8 cm                           | Art Institute of Chicago                              | F 506 JH 1670                              |
|         | La Berceuse (Augustine Roulin)                                    | février 1889           | 92,7 × 73,8 cm                           | Musée des Beaux-Arts, Boston                          | F 508 JH 1671                              |
|         | La Berceuse (Augustine Roulin)                                    | mars 1889              | 91 × 71,5 cm                             | Stedelijk Museum Amsterdam                            | F 507 JH 1672                              |
|         | Portrait du facteur Joseph Roulin                                 | avril 1889             | 65 × 54 cm                               | Musée Kröller-Müller, Otterlo                         | F 439 JH 1673 Musée                        |
|         | Portrait du facteur Joseph Roulin                                 | avril 1889             | 67,5 × 56 cm                             | Fondation Barnes, Philadelphie                        | F 435 JH 1674                              |
|         | Portrait du facteur Joseph Roulin                                 | avril 1889             | 64 × 54,5 cm                             | Museum of Modern Art, New York                        | F 436 JH 1675                              |
|         | Coin de jardin avec papillons                                     | avril 1889             | 51 × 51 cm                               | collection privée                                     | F 460 JH 1676                              |
|         | Deux papillons blancs                                             | avril 1889             | 55 × 45,5 cm                             | Musée Van Gogh, Amsterdam                             | F 402 JH 1677                              |
|         | Touffes d'herbe                                                   | avril 1889             | 44,5 × 49 cm                             | Musée Pola, Hakone                                    | F 582 JH 1678                              |
|         | Rosier en fleurs                                                  | avril 1889             | 33 × 42 cm                               | Musée national de l'Art occidental, Tokyo             | F 580 JH 1679                              |
|         | Un champ de fleurs jaunes                                         | avril 1889             | 35 × 57 cm                               | Musée des Beaux-Arts de Winterthour                   | F 584 JH 1680                              |
|         | Pêchers en fleurs                                                 | avril 1889             | 65,5 × 81,5 cm                           | Courtauld Gallery, Londres                            | F 514 JH 1681 Musée                        |
|         | Vue d'Arles avec des arbres en fleurs                             | avril 1889             | 50,5 × 65 cm                             | Musée Van Gogh, Amsterdam                             | F 515 JH 1683                              |
|         | Vue d'Arles                                                       | avril 1889             | 72 × 92 cm                               | Neue Pinakothek, Munich                               | F 516 JH 1685 Musée                        |
|         | Le Dortoir de l'hôpital d'Arles                                   | avril 1889             | 74 × 92cm                                | collection Oskar Reinhart, Winterthour                | F 646 JH 1686 Musée                        |
|         | La Cour de la Maison de santé à Arles                             | avril 1889             | 73 × 92 cm                               | collection Oskar Reinhart, Winterthour                | F 519 JH 1687 Petits Musées                |
|         | Châtaignes rouges dans le parc public d'Arles                     | avril 1889             | 72,5 × 92 cm                             | collection privée                                     | F 517 JH 1689                              |
|         | saules têtards                                                    | avril 1889             | 55 × 65 cm                               | collection privée                                     | F 520 JH 1690                              |

## Saint-Rémy
| Tableau | Titre                                                                            | Date                   | Dimensions       | Lieu de conservation                                  | Référence                          |
| ------- | -------------------------------------------------------------------------------- | ---------------------- | ---------------- | ----------------------------------------------------- | ---------------------------------- |
|         | Iris                                                                             | mai 1889               | 71 × 93 cm       | J. Paul Getty Museum, Los Angeles                     | F 608 JH 1691 Musée                |
|         | Le Buisson de Lilas                                                              | mai 1889               | 73 × 92 cm       | Musée de l'Ermitage, Saint-Pétersbourg                | F 579 JH 1692 Musée                |
|         | coin dans le jardin de Saint-Paul                                                | mai 1889               | 92 × 72 cm       | lieu inconnu                                          | F 609 JH 1693                      |
|         | Jardin de l'hôpital Saint-Paul                                                   | mai 1889               | 95 × 75,5 cm     | Musée Kröller-Müller , Otterlo                        | F 734 JH 1698                      |
|         | L'Iris                                                                           | mai 1889               | 62,2 × 48,3 cm   | Musée des beaux-arts, Ottawa                          | F 601 JH 1699 Musée                |
|         | Grand paon de nuit                                                               | mai 1889               | 33,5 × 24,5 cm   | Musée Van Gogh, Amsterdam                             | F 610 JH 1702                      |
|         | Champ de blé au lever du soleil                                                  | mai-juin 1889          | 72 × 95 cm       | Musée Kröller-Müller , Otterlo                        | F 720 JH 1728                      |
|         | Au pied des montagnes                                                            | juin 1889              | 72 × 95 cm       | Musée Van Gogh, Amsterdam                             | F 723 JH 1722                      |
|         | Les Alpilles, paysage de montagne près de Saint-Rémy                             | 1889                   | 59 × 72 cm       | Musée Kröller-Müller, Otterlo                         | Artchive                           |
|         | Paysage montagneux derrière l'hôpital Saint-Paul                                 | juin 1889              | 70,5 × 88,5 cm   | Ny Carlsberg Glyptotek, Copenhague                    | F 611 JH 1723                      |
|         | Le Champ de blé vert avec cyprès                                                 | juin 1889              | 73,5 × 92,5 cm   | Galerie nationale de Prague                           | F 719 JH 1725                      |
|         | Champ de blé vert                                                                | juin 1889              | 73 × 92 cm       | Kunsthaus de Zurich                                   | F 718 JH 1727                      |
|         | La Nuit étoilée                                                                  | juin 1889              | 74 × 92 cm       | Museum of Modern Art, New York                        | F 612 JH 1731 Musée                |
|         | Les Oliviers                                                                     | juin 1889              | 72,5 × 92 cm     | Museum of Modern Art, New York                        | F 712 JH 1740 Musée                |
|         | Le Mont-Gaussier avec le mas de Saint-Paul                                       | juin 1889              | 53 × 70 cm       | collection privée                                     | F 725 JH 1744                      |
|         | Les Cyprès                                                                       | juin 1889              | 93,3 × 74 cm     | Metropolitan Museum of Art, New York                  | F 613 JH 1746 Musée                |
|         | Cyprès avec deux figures féminines                                               | juin 1889              | 92 × 73 cm       | Musée Kröller-Müller, Otterlo                         | F 620 JH 1748                      |
|         | Champ aux coquelicots                                                            | juin 1889              | 71 × 91 cm       | Kunsthalle de Brême                                   | F 581 JH 1751 Musée                |
|         | Champ de blé avec soleil                                                         | juin 1889              | 72 × 92 cm       | Musée Kröller-Müller, Otterlo                         | F 617 JH 1753                      |
|         | Champ de blé avec cyprès                                                         | juin 1889              | 73 × 93,5 cm     | Metropolitan Museum of Art, New York                  | F 717 JH 1756 Musée                |
|         | Champ de blé avec cyprès                                                         | septembre 1889         | 72,5 × 91,5 cm   | National Gallery, Londres                             | F 615 JH 1755 Musée                |
|         | Champ de blé avec cyprès                                                         | septembre 1889         | 51,5 × 65 cm     | collection privée                                     | F 743 JH 1790 [réf. nécessaire]    |
|         | Champ d'oliviers                                                                 | juin 1889              | 72 × 92 cm       | Musée Kröller-Müller , Otterlo                        | F 585 JH 1758                      |
|         | Champ d'oliviers                                                                 | juin 1889              | 73 × 93 cm       | Musée d'art Nelson-Atkins, Kansas City                | F 715 JH 1759                      |
|         | Champ d'oliviers                                                                 | juin 1889              | 45,5 × 59,5 cm   | Musée Van Gogh, Amsterdam                             | F 709 JH 1760                      |
|         | Paysage du soir avec lune montante                                               | juillet 1889           | 72 × 92,5 cm     | Musée Kröller-Müller , Otterlo                        | F 735 JH 1761                      |
|         | Troncs d'arbres avec lierre                                                      | juillet 1889           | 73 × 92,5 cm     | Musée Van Gogh, Amsterdam                             | F 746 JH 1762                      |
|         | Troncs d'arbres avec lierre                                                      | juillet 1889           | 45 × 60 cm       | Musée Kröller-Müller , Otterlo                        | F 747 JH 1763                      |
|         | Sous-bois                                                                        | juillet 1889           | 49 × 65 cm       | Musée Van Gogh, Amsterdam                             | F 745 JH 1764                      |
|         | Montagnes à Saint-Remy                                                           | juillet 1889           | 71,8 × 90,8 cm   | Musée Solomon R. Guggenheim, New York                 | F 622 JH 1766 Musée                |
|         | L'entrée d'une carrière                                                          | juillet 1889           | 60 × 73,5 cm     | Musée Van Gogh, Amsterdam                             | F 744 JH 1802                      |
|         | champ clos avec laboureur                                                        | août 1889              | 49 × 62 cm       | collection privée                                     | F 625 JH 1768                      |
|         | Autoportrait                                                                     | août 1889              | 57 × 43,5 cm     | National Gallery of Art, Washington                   | F 626 JH 1770 Musée                |
|         | Portrait de l'artiste sans barbe                                                 | septembre 1889         | 40 × 31 cm       | collection privée                                     | F 525 JH 1665                      |
|         | La Chambre de Van Gogh à Arles (2e version)                                      | septembre 1889         | 73,6 × 92,3 cm   | Art Institute of Chicago                              | F 484 JH 1771 Musée                |
|         | La Chambre de Van Gogh à Arles                                                   | septembre 1889         | 56,5 × 74 cm     | Musée d'Orsay, Paris                                  | F 483 JH 1793 Musée                |
|         | Autoportrait de Van Gogh                                                         | septembre 1889         | 65 × 54 cm       | Musée d'Orsay, Paris                                  | F 627 JH 1772 Musée                |
|         | Champ de blé avec un faucheur (1re version)                                      | septembre 1889         | 73,2 × 92,7 cm   | Musée van Gogh, Amsterdam                             | F 618 JH 1773 Musée                |
|         | Portrait de Charles-Elzeard Trabuc (Surveillant en chef de l'hospice Saint-Paul) | septembre 1889         | 61 × 46 cm       | Musée d'Art de Soleure                                | F 629 JH 1774 Musée                |
|         | La Pietà (d'après Delacroix)                                                     | septembre 1889         | 73 × 60,5 cm     | Musée van Gogh, Amsterdam                             | F 630 JH 1775                      |
|         | La Pietà (d'après Delacroix)                                                     | septembre 1889         | 41,5 × 34 cm     | Collection d'Art religieux moderne, Vatican           | F 757 JH 1776                      |
|         | Portrait de Madame Trabuc                                                        | septembre 1889         | 63,4 × 48 cm     | Musée de l'Ermitage, Saint-Pétersbourg                | F 631 JH 1777 Musée                |
|         | Figure d'ange d'après Rembrandt                                                  | septembre 1889         | 54 × 64 cm       | collection privée                                     | F 624 JH 1778                      |
|         | Portrait d'un jeune paysan                                                       | septembre 1889         | 61 × 50 cm       | Galerie nationale d'Art moderne et contemporain, Rome | F 531 JH 1779                      |
|         | Paysanne liant des bottes (d'après Millet)                                       | septembre 1889         | 43,5 × 33,5 cm   | Musée van Gogh, Amsterdam                             | F 700 JH 1781                      |
|         | Faucheur (d'après Millet)                                                        | septembre 1889         | 44 × 33 cm       | Musée van Gogh, Amsterdam                             | F 687 JH 1782 Musée                |
|         | Faucheur (d'après Millet)                                                        | septembre 1889         | 43,5 × 25 cm     | collection privée                                     | F 688 JH 1783                      |
|         | Batteur (d'après Millet)                                                         | septembre 1889         | 42 × 28 cm       | Musée van Gogh, Amsterdam                             | F 692 JH 1784                      |
|         | Le lieur de gerbes (d'après Millet)                                              | septembre 1889         | 44,5 × 33,1 cm   | Musée van Gogh, Amsterdam                             | F 693 JH 1785                      |
|         | Paysanne filant le lin (d'après Millet)                                          | septembre 1889         | 40 × 26 cm       | collection privée                                     | F 696 JH 1786                      |
|         | Les Tondeurs de moutons (d'après Millet)                                         | septembre 1889         | 43,6 × 29,5 cm   | Musée van Gogh, Amsterdam                             | F 634 JH 1787                      |
|         | Paysanne coupant la paille (d'après Millet)                                      | septembre 1889         | 40,5 × 26,5 cm   | Musée van Gogh, Amsterdam                             | F 697 JH 1788                      |
|         | Paysanne avec un rateau (d'après Millet)                                         | septembre 1889         | 39 × 24 cm       | collection privée                                     | F 698 JH 1789                      |
|         | Oliviers                                                                         | septembre 1889         | 53,5 × 64,5 cm   | collection privée                                     | F 711 JH 1791                      |
|         | La Moisson                                                                       | septembre 1889         | 59,5 × 72,5 cm   | Musée Folkwang , Essen                                | F 619 JH 1792 Musée                |
|         | Entrée d'une carrière près de Saint-Rémy                                         | octobre 1889           | 52 × 64 cm       | collection privée                                     | F 635 JH 1767                      |
|         | Champ avec laboureur et moulin                                                   | octobre 1889           | 54 × 67 cm       | Musée des Beaux-Arts, Boston                          | F 706 JH 1794                      |
|         | Paysage à Saint-Rémy (Terrain clos avec paysan)                                  | octobre 1889           | 73,5 × 92 cm     | Musée d'Art d'Indianapolis                            | F 641 JH 1795 Musée                |
|         | Le mûrier                                                                        | octobre 1889           | 54 × 65 cm       | Norton Simon Museum, Pasadena                         | F 637 JH 1796                      |
|         | Deux peupliers sur une route à travers les collines                              | octobre 1889           | 61,6 × 45,7 cm   | Cleveland Museum of Art, Cleveland                    | F 638 JH 1797                      |
|         | Arbres du jardin de l'hôpital Saint-Paul                                         | octobre 1889           | 73 × 60 cm       | collection privée                                     | F 642 JH 1798                      |
|         | Arbres du jardin de l'hôpital Saint-Paul                                         | octobre 1889           | 90,2 × 73,3 cm   | Musée Hammer, Los Angeles                             | F 643 JH 1799                      |
|         | Le jardin de l'hôpital Saint-Paul                                                | octobre 1889           | 65 × 49 cm       | collection privée                                     | F 640 JH 1800                      |
|         | Arbres du jardin de l'hôpital Saint-Paul                                         | octobre 1889           | 42 × 32 cm       | collection privée                                     | F 731 JH 1801                      |
|         | Le ravin des Peyroulets                                                          | octobre 1889           | 32 × 41 cm       | Musée Van Gogh, Amsterdam                             | F 645 JH 1803                      |
|         | Le ravin des Peyroulets (en)                                                     | octobre 1889           | 73 × 92 cm       | Musée des Beaux-Arts, Boston                          | F 662 JH 1804                      |
|         | L'homme est en mer (d'après Demont-Breton)                                       | octobre 1889           | 66 × 51 cm       | collection privée                                     | F 644 JH 1805                      |
|         | Portrait d'un patient dans l'hôpital Saint-Paul                                  | octobre 1889           | 32,5 × 23,5 cm   | Musée Van Gogh, Amsterdam                             | F 703 JH 1832                      |
|         | Deux paysans creusant (d'après Millet)                                           | octobre 1889           | 72 × 92 cm       | Stedelijk Museum Amsterdam, Amsterdam                 | F 648 JH 1833                      |
|         | La veillée (d'après Millet ?)                                                    | octobre 1889           | 74,5 × 93,5 cm   | Musée Van Gogh, Amsterdam                             | F 647 JH 1834                      |
|         | Le semeur (d'après Millet)                                                       | octobre 1889           | 80,8 × 66 cm     | collection privée                                     | F 690 JH 1837                      |
|         | Jardin de l'hôpital Saint-Paul                                                   | octobre 1889           | 50 × 63 cm       | collection privée                                     | F 730 JH 1841                      |
|         | La promenade : chute des feuilles                                                | octobre 1889           | 73,5 × 60,5 cm   | Musée Van Gogh, Amsterdam                             | F 651 JH 1844                      |
|         | Vue de l'asile et de la chapelle de Saint-Rémy                                   | octobre 1889           | 44,5 × 60 cm     | collection privée                                     | F 803 JH 2124                      |
|         | Le semeur (d'après Millet)                                                       | octobre-novembre 1889  | 64 × 55 cm       | Musée Kröller-Müller , Otterlo                        | F 689 JH 1836                      |
|         | La Fin de la journée (d'après Millet)                                            | novembre 1889          | 72 × 94 cm       | Musée d'Art Menard, Komaki                            | F 649 JH 1835                      |
|         | Oliviers                                                                         | Novembre 1889          | 53 × 64 cm       | Collection privée                                     | F 712 JH 1740 Collection Bührle    |
|         | La Grande bergère (d'après Millet)                                               | novembre 1889          | 52,7 × 40,7 cm   | Musée d'Art de Tel Aviv                               | F 699 JH 1838 [réf. nécessaire]    |
|         | Champ de blé sous la pluie                                                       | novembre 1889          | 74,3 × 93,1 cm   | Philadelphia Museum of Art, Philadelphie              | F 650 JH 1839                      |
|         | Hôpital Saint-Paul à Saint-Rémy-de-Provence                                      | novembre 1889          | 58 × 45 cm       | Musée d'Orsay, Paris                                  | F 653 JH 1840 Musée                |
|         | Banc de pierre du jardin de l'hôpital Saint-Paul                                 | novembre 1889          | 39,5 × 47,5 cm   | Musée d'Art de São Paulo                              | F 732 JH 1842                      |
|         | Pins au coucher de soleil                                                        | novembre 1889          | 92 × 73 cm       | Musée Kröller-Müller , Otterlo                        | F 652 JH 1843                      |
|         | Chemin dans le jardin de l'asile                                                 | novembre 1889          | 61 × 50 cm       | Musée Kröller-Müller , Otterlo                        | F 733 JH 1845                      |
|         | Les Pins dans le jardin de l'établissement                                       | novembre 1889          | 46 × 51 cm       | Musée Kröller-Müller , Otterlo                        | F 742 JH 1846                      |
|         | Paysage avec figures                                                             | novembre 1889          | 49,9 × 65,4 cm   | Musée d'Art de Baltimore                              | F 818 JH 1848 Musée                |
|         | Le Parc de l'hôpital, à Saint-Rémy                                               | novembre 1889          | 73,1 × 92,6 cm   | Musée Folkwang, Essen                                 | F 660 JH 1849 Musée                |
|         | Oliveraie avec ciel orange                                                       | novembre 1889          | 74 × 93 cm       | Musée des Beaux-Arts de Göteborg                      | F 586 JH 1854                      |
|         | Oliveraie avec ciel bleu                                                         | novembre 1889          | 72,7 × 92,1 cm   | Metropolitan Museum of Art, New York                  | F 708 JH 1855                      |
|         | Oliveraie avec ciel jaune                                                        | novembre 1889          | 73,6 × 92,7 cm   | Minneapolis Institute of Art                          | F 710 JH 1856                      |
|         | Oliveraie avec ciel bleu vif                                                     | novembre 1889          | 49 × 63 cm       | National Gallery of Scotland , Édimbourg              | F 714 JH 1858                      |
|         | Les Grands Platanes (Cantonniers de Saint-Rémy)                                  | novembre 1889          | 73,4 × 91,8 cm   | Cleveland Museum of Art                               | F 657 JH 1860 Musée                |
|         | Les cantonniers                                                                  | novembre 1889          | 71 × 93 cm       | The Phillips Collection , Washington                  | F 658 JH 1861                      |
|         | Une paire de sabots en cuir                                                      | automne 1889           | 32,5 × 40,5 cm   | Musée Van Gogh, Amsterdam                             | F 607 JH 1364                      |
|         | Deux bêcheurs parmi les arbres                                                   | novembre-décembre 1889 | 65,1 × 50,2 cm   | Detroit Institute of Arts                             | F 701 JH 1847                      |
|         | Oliveraie                                                                        | novembre-décembre 1889 | 73 × 92 cm       | Musée Van Gogh, Amsterdam                             | F 707 JH 1857                      |
|         | Champ de blé derrière l'hôpital de Saint-Paul                                    | novembre-décembre 1889 | 24 × 33,7 cm     | Virginia Museum of Fine Arts , Richmond               | F 722 JH 1872                      |
|         | Oliviers contre une pente d'une colline                                          | novembre-décembre 1889 | 33,5 × 40 cm     | Musée Van Gogh, Amsterdam                             | F 716 JH 1878                      |
|         | Jardin de l'hôpital Saint-Paul                                                   | décembre 1889          | 71,5 × 90,5 cm   | Musée Van Gogh, Amsterdam                             | F 659 JH 1850                      |
|         | La cueillette des olives                                                         | décembre 1889          | 73 × 92 cm       | Musée Kröller-Müller , Otterlo                        | F 587 JH 1853                      |
|         | Terrain clos avec soleil levant                                                  | décembre 1889          | 71 × 90 cm       | collection privée                                     | F 737 JH 1862                      |
|         | Un champ dans les montagnes, le mas de Saint-Paul                                | décembre 1889          | 73 × 91,5 cm     | Musée Kröller-Müller , Otterlo                        | F 721 JH 1864                      |
|         | Ferme blanche parmi les oliviers                                                 | décembre 1889          | 70 × 60 cm       | collection privée                                     | F 664 JH 1865                      |
|         | Paysage avec olivier et montagnes en arrière-plan                                | décembre 1889          | 45 × 55 cm       | collection privée                                     | F 663 JH 1866                      |
|         | Cueillette des olives                                                            | décembre 1889          | 73 × 92 cm       | Musée de la fondation Goulandrís, Athènes             | F 654 JH 1868                      |
|         | Cueillette des olives                                                            | décembre 1889          | 72,4 × 89,9 cm   | Metropolitan Museum of Art, New York                  | F 655 JH 1869                      |
|         | La Cueillette des olives                                                         | décembre 1889          | 73 × 92 cm       | National Gallery of Art, Washington                   | F 656 JH 1870                      |
|         | Le Ravin des Peyroulets                                                          | décembre 1889          | 72 × 92 cm       | Musée Kröller-Müller , Otterlo                        | F 661 JH 1871 Musée                |
|         | Cabane en bois                                                                   | décembre 1889          | 45,5 × 60 cm     | collection privée                                     | F 623 JH 1873                      |
|         | Paysage dans le voisinage de Saint-Rémy                                          | décembre 1889          | 33 × 41 cm       | inconnu, volé en 1989                                 | F 726 JH 1874                      |
|         | Une route à Saint-Remy avec figure féminine                                      | décembre 1889          | 32,2 × 40,5 cm   | musée Nichidō (en), Kasama                            | F 728 JH 1875                      |
|         | Champ avec deux lapins                                                           | décembre 1889          | 32,5 × 40,5 cm   | Musée Van Gogh, Amsterdam                             | F 739 JH 1876                      |
|         | Paysage avec une maison et un laboureur                                          | décembre 1889          | 33 × 41 cm       | Musée de l'Ermitage, Saint-Pétersbourg                | F 727 JH 1877 Musée                |
|         | Le Matin, Départ au travail (d'après Millet)                                     | janvier 1890           | 73 × 92 cm       | Musée de l'Ermitage, Saint-Pétersbourg                | F 684 JH 1880 Musée                |
|         | La Méridienne                                                                    | janvier 1890           | 73 × 91 cm       | Musée d'Orsay, Paris                                  | F 686 JH 1881 Musée                |
|         | La Charrue et la Herse (d'après Millet)                                          | janvier 1890           | 72 × 92 cm       | Musée Van Gogh, Amsterdam                             | F 632 JH 1882                      |
|         | Les Premiers Pas (d'après Millet)                                                | janvier 1890           | 72,4 × 92,2 cm   | Metropolitan Museum of Art, New York                  | F 668 JH 1883 Musée                |
|         | Les buveurs (d'après Daumier)                                                    | février 1890           | 59,4 × 73,4 cm   | Art Institute of Chicago                              | F 667 JH 1884                      |
|         | La Ronde des prisonniers (d'après Doré)                                          | février 1890           | 80 × 63 cm       | Musée Pouchkine, Moscou                               | F 669 JH 1885 Musée                |
|         | Le Bûcheron (d'après Millet)                                                     | février 1890           | 43,5 × 25 cm     | Musée Van Gogh, Amsterdam                             | F 670 JH 1886                      |
|         | Cyprès et deux femmes                                                            | février 1890           | 43,5 × 27,2 cm   | Musée Van Gogh, Amsterdam                             | F 621 JH 1888 Musée                |
|         | Amandier en fleurs                                                               | février 1890           | 73,5 × 92 cm     | Musée Van Gogh , Amsterdam                            | F 671 JH 1891 Musée                |
|         | L'Arlésienne                                                                     | février 1890           | 60 × 50 cm       | Galerie nationale d'Art moderne et contemporain, Rome | F 540 JH 1892 Google Arts          |
|         | L'Arlésienne                                                                     | février 1890           | 63 × 47 cm       | Musée Kröller-Müller, Otterlo                         | F 541 JH 1893 Musée                |
|         | L'Arlésienne                                                                     | février 1890           | 65 × 54,5 cm     | Musée d'art de São Paulo                              | F 542 JH 1894                      |
|         | L'Arlésienne                                                                     | février 1890           | 66 × 54 cm       | Collection privée Ruth Morris Bakwin vendue en 2006   | F 543 JH 1895 Catalogue Christie's |
|         | Chaumières au soleil                                                             | février 1890           | 50 × 39 cm       | Fondation Barnes, Philadelphie                        | F 674 JH 1920                      |
|         | Maisons, Réminiscence du Nord                                                    | mars-avril 1890        | 45,5 × 43 cm     | collection privée                                     | F 673 JH 1919                      |
|         | Souvenir du Brabant                                                              | mars-avril 1890        | 29 × 36,5 cm     | Musée Van Gogh, Amsterdam                             | F 675 JH 1921 Musée                |
|         | La Récolte de pommes de terre                                                    | mars-avril 1890        | 32 × 40,5 cm     | collection privée                                     | F 694 JH 1922                      |
|         | Les Sarcleuses                                                                   | mars-avril 1890        | 49,3 × 64 cm     | Fondation et Collection Emil G. Bührle , Zurich       | F 695 JH 1923                      |
|         | À la porte de l'éternité                                                         | avril-mai 1890         | 81 × 65 cm       | Musée Kröller-Müller, Otterlo                         | F 702 JH 1967                      |
|         | Pins et pissenlits dans le jardin de l'hôpital Saint-Paul                        | avril-mai 1890         | 72 × 90 cm       | Musée Kröller-Müller, Otterlo                         | F 676 JH 1970                      |
|         | Roses sauvages                                                                   | avril-mai 1890         | 24,5 × 33cm cm   | Musée Van Gogh, Amsterdam                             | F 597 JH 2011                      |
|         | Roses et Scarabée                                                                | avril-mai 1890         | (33,5 × 24,5 cm) | Musée Kröller-Müller, Otterlo                         | F 749 JH 2012                      |
|         | Papillons et coquelicots                                                         | avril-mai 1890         | 34,5 × 25,5 cm   | Musée Kröller-Müller, Otterlo                         | F 748 JH 2013                      |
|         | La Résurrection de Lazare (d'après Rembrandt)                                    | mai 1890               | 35,5 × 49,5 cm   | Musée Van Gogh, Amsterdam                             | F 677 JH 1972                      |
|         | Le Bon Samaritain (d'après Delacroix)                                            | mai 1890               | 73 × 60 cm       | Musée Kröller-Müller , Otterlo                        | F 633 JH 1974                      |
|         | Herbage dans le jardin de l'hospice Saint-Paul                                   | mai 1890               | 64,5 × 81 cm     | National Gallery, Londres                             | F 672 JH 1975                      |
|         | Vase avec roses                                                                  | mai 1890               | 71 × 90 cm       | National Gallery of Art , Washington                  | F 681 JH 1976                      |
|         | Iris                                                                             | mai 1890               | 92,7 × 73,9 cm   | Musée Van Gogh, Amsterdam                             | F 678 JH 1977 Musée                |
|         | Iris                                                                             | mai 1890               | 73,7 × 92,1 cm   | Metropolitan Museum of Art, New York                  | F 680 JH 1978 Musée                |
|         | Vase avec roses                                                                  | mai 1890               | 92,6 × 73,7 cm   | Metropolitan Museum of Art, New York                  | F 682 JH 1979                      |
|         | Champs de blé vert                                                               | mai 1890               | 93 × 73 cm       | National Gallery of Art, Washington,                  | F 807 JH 1980                      |
|         | Promenade au crépuscule                                                          | mai 1890               | 49,5 × 45,5 cm   | Musée d'art de São Paulo                              | F 704 JH 1981 Musée                |
|         | Paysage de Provence la nuit                                                      | mai 1890               | 92 × 73 cm       | Musée Kröller-Müller, Otterlo                         | F 683 JH 1982 Musée                |

## Auvers-sur-Oise
| Tableau | Titre                                                       | Date          | Dimensions       | Lieu de conservation                             | Référence                 |
| ------- | ----------------------------------------------------------- | ------------- | ---------------- | ------------------------------------------------ | ------------------------- |
|         | Chaumières                                                  | mai 1890      | 60 × 73 cm       | Musée de l'Ermitage, Saint-Pétersbourg           | F 750 JH 1984 Musée       |
|         | Maisons à Auvers                                            | mai 1890      | 75,6 × 61,9 cm   | Musée des Beaux-Arts de Boston                   | F 805 JH 1989             |
|         | Fermes près d'Auvers                                        | 1890          | 50 × 100 cm      | National Gallery, Londres                        | F 793 JH 2114 Musée       |
|         | Marronniers en fleurs                                       | mai 1890      | 63 × 50,5 cm     | Musée Kröller-Müller, Otterlo                    | F 752 JH 1991             |
|         | Marronniers en fleurs                                       | mai 1890      | 70 × 58 cm       | collection privée                                | F 751 JH 1992             |
|         | La Maison du père Pilon                                     | mai 1890      | 49 × 70 cm       | collection privée Niarchos                       | F 791 JH 1995             |
|         | Dans le jardin du docteur Paul Gachet                       | mai 1890      | 73 × 51,5 cm     | Musée d'Orsay, Paris                             | F 755 JH 1999 Musée       |
|         | Rue à Auvers-sur-Oise                                       | mai 1890      | 73 × 92 cm       | Musée Ateneum, Helsinki                          | F 802 JH 2001 Musée       |
|         | La Maison du père Éloi                                      | mai 1890      | 51 × 58 cm       | collection privée                                | F 794 JH 2002             |
|         | Les Vessenots à Auvers                                      | mai 1890      | 65 × 55 cm       | Musée Thyssen-Bornemisza, Madrid                 | F 797 JH 2003             |
|         | Branches de marronnier en fleur                             | mai 1890      | 73 × 92 cm       | Fondation et Collection Emil G. Bührle , Zurich  | F 820 JH 2010 Musée       |
|         | L'Escalier d'Auvers                                         | mai 1890      | 49,8 × 70,1 cm   | Musée d'Art de Saint-Louis                       | F 795 JH 2111 Musée       |
|         | Vue d’Auvers                                                | mai-juin 1890 | 50 × 52 cm       | Musée Van Gogh, Amsterdam                        | F 799 JH 2004             |
|         | Ferme                                                       | mai-juin 1890 | 38 × 45 cm       | Musée Van Gogh, Amsterdam                        | F 806 JH 2017 Musée       |
|         | L’escalier d’Auvers avec deux personnages                   | mai-juin 1890 | 20,5 × 26 cm     | collection privée                                | F 796 JH 2110             |
|         | Chaumes de Cordeville à Auvers-sur-Oise                     | juin 1890     | 72 × 91 cm       | Musée d'Orsay, Paris                             | F 792 JH 1987 Musée       |
|         | Racines d'arbres                                            | juin 1890     | 50 × 100 cm      | Van Gogh Museum, Amsterdam                       | F 792 JH 1987 Musée       |
|         | Maisons à Auvers-sur-Oise                                   | juin 1890     | 60,6 × 73 cm     | Toledo Museum of Art, Toledo (Ohio)              | F 759 JH 1988             |
|         | Mademoiselle Gachet dans son jardin à Auvers-sur-Oise       | juin 1890     | 46 × 55,5 cm     | Musée d'Orsay, Paris                             | F 756 JH 2005 Musée       |
|         | L'Église d'Auvers-sur-Oise                                  | juin 1890     | 94 × 74 cm       | Musée d'Orsay, Paris                             | F 789 JH 2006 Musée       |
|         | Portrait du docteur Gachet avec branche de digitale         | juin 1890     | 66 × 57 cm       | collection privée                                | F 753 JH 2007             |
|         | Le Docteur Paul Gachet                                      | juin 1890     | 67 × 56 cm       | Musée d'Orsay, Paris                             | F 754 JH 2014 Musée       |
|         | Les Roses                                                   | juin 1890     | 32 × 40,5 cm     | Ny Carlsberg Glyptotek, Copenhague               | F 595 JH 2009             |
|         | Branches d'acacia en fleur                                  | juin 1890     | 32,5 × 24 cm     | Nationalmuseum, Stockholm                        | F 821 JH 2015             |
|         | Les Chaumières dans Jorgus                                  | juin 1890     | 33 × 40,5 cm     | collection privée                                | F 758 JH 2016             |
|         | Champ de blé avec une maison blanche à Auvers               | juin 1890     | 48,6 × 83,2cm cm | Phillips Collection, Washington                  | F 804 JH 2018             |
|         | Paysage d'Auvers après la pluie                             | juin 1890     | 72 × 90 cm       | Musée Pouchkine, Moscou                          | F 760 JH 2019 Musée       |
|         | Vignes avec vue d'Auvers                                    | juin 1890     | 64,2 × 79,5 cm   | Musée d'Art de Saint-Louis                       | F 762 JH 2020             |
|         | La Petite Rivière                                           | juin 1890     | 25,5 × 40 cm     | collection privée, New York                      | F 740 JH 2022             |
|         | Champs de coquelicots                                       | juin 1890     | 73 × 91,5 cm     | Musée d'Art de La Haye                           | F 636 JH 2027             |
|         | Le Jardin de Daubigny (1re version)                         | juin 1890     | 51 × 51 cm       | Musée Van Gogh, Amsterdam                        | F 765 JH 2029 Musée       |
|         | Fleurs sauvages et chardons dans un vase                    | juin 1890     | 67 × 47 cm       | collection privée                                | F 763 JH 2030             |
|         | La Maison blanche, la nuit                                  | juin 1890     | 59 × 72,5 cm     | Musée de l'Ermitage, Saint-Pétersbourg           | F 766 JH 2031 Musée       |
|         | Coquelicot et Marguerite                                    | juin 1890     | 65 × 50 cm       | collection privée                                | F 280 JH 2032             |
|         | Verre de fleurs sauvages                                    | juin 1890     | 41 × 34 cm       | collection privée                                | F 589 JH 2033             |
|         | Épis de blé                                                 | juin 1890     | 64,5 × 48,5 cm   | Musée Van Gogh, Amsterdam                        | F 767 JH 2034             |
|         | Portrait d'Adeline Ravoux                                   | juin 1890     | 67 × 55 cm       | collection privée                                | F 768 JH 2035             |
|         | Portrait d'Adeline Ravoux                                   | juin 1890     | 50,2 × 50,5 cm   | Cleveland Museum of Art                          | F 786 JH 2036 Musée       |
|         | Portrait d'Adeline Ravoux                                   | juin 1890     | 73,7 × 54,7 cm   | collection privée                                | F 769 JH 2037             |
|         | La Plaine d'Auvers                                          | juin 1890     | 50 × 101 cm      | Palais du Belvédère, Vienne                      | F 775 JH 2038 Musée       |
|         | Paysage au crépuscule                                       | juin 1890     | 50 × 101 cm      | Musée Van Gogh, Amsterdam                        | F 770 JH 2040             |
|         | Sous-bois                                                   | juin 1890     | 50 × 100 cm      | Musée d'Art de Cincinnati                        | F 773 JH 2041             |
|         | Verre avec œillets                                          | juin 1890     | 41 × 32 cm       | collection privée                                | F 598 JH 2043             |
|         | Vase avec fleurs et des chardons                            | juin 1890     | 41 × 34 cm       | Musée Pola, Hakone                               | F 599 JH 2044             |
|         | Roses et anémones                                           | juin 1890     | 51 × 51 cm       | Musée d'Orsay, Paris                             | F 764 JH 2045 Musée       |
|         | Vase avec des fleurs                                        | juin 1890     | 42 × 29 cm       | Musée Van Gogh, Amsterdam                        | F 764a JH 2046 Musée      |
|         | Marguerite Gachet au piano                                  | juin 1890     | 102,6 × 50 cm    | Kunstmuseum, Bâle                                | F 772 JH 2048             |
|         | Jeune homme au bleuet                                       | juin 1890     | 39 × 30,5 cm     | collection privée                                | F 787 JH 2050             |
|         | Deux fillettes                                              | juin 1890     | 51,2 × 51 cm     | Musée d'Orsay, Paris                             | F 783 JH 2051 Musée       |
|         | Deux fillettes                                              | juin 1890     | 51,5 × 46,5 cm   | collection privée                                | F 784 JH 2052             |
|         | Paysanne au chapeau de paille assise devant un champ de blé | juin 1890     | 92 × 73 cm       | collection privée                                | F 774 JH 2053             |
|         | Jeune Fille en blanc                                        | juin 1890     | 66 × 45 cm       | National Gallery of Art, Washington              | F 788 JH 2055             |
|         | La petite arlésienne                                        | juin 1890     | 51 × 49 cm       | Musée Kröller-Müller, Otterlo                    | F 518 JH 2056             |
|         | L'Enfant à l'orange                                         | juin 1890     | 50 × 51 cm       | collection privée                                | F 785 JH 2057             |
|         | Jardin à Auvers                                             | juin 1890     | 64 × 80 cm       | collection privée, Vente 1992                    | F 814 JH 2107 Fiche Atlas |
|         | Le bosquet                                                  | juillet 1890  | 73 × 92 cm       | collection privée                                | F 817 JH 1319             |
|         | Champs de blé avec gerbes                                   | juillet 1890  | 73,6 × 93 cm     | Toledo Museum of Art, Toledo (Ohio)              | F 559 JH 1479             |
|         | Bords de l’Oise à Auvers                                    | juillet 1890  | 73,3 × 93,6 cm   | Detroit Institute of Arts                        | F 798 JH 2021 Musée       |
|         | Les Vaches (d'après Jordaens)                               | juillet 1890  | 55 × 65 cm       | Palais des Beaux-Arts de Lille                   | F 822 JH 2095 Musée       |
|         | Paysage d'Auvers sous la pluie                              | juillet 1890  | 50 × 100 cm      | Musée national de Cardiff                        | F 811 JH 2096 Musée       |
|         | Champ de blé sous des nuages d'orage                        | juillet 1890  | 50 × 100 cm      | Musée Van Gogh, Amsterdam                        | F 778 JH 2097 Musée       |
|         | Champ aux meules de blé                                     | juillet 1890  | 50 × 100 cm      | Fondation Beyeler, Bâle                          | F 809 JH 2098             |
|         | Plaine près d'Auvers                                        | juillet 1890  | 73,3 × 92 cm     | Neue Pinakothek, Munich                          | F 782 JH 2099 Musée       |
|         | Les champs de blé                                           | juillet 1890  | 50 × 40 cm       | collection privée                                | F 812 JH 2101             |
|         | Champs de blé après la pluie                                | juillet 1890  | 73 × 92 cm       | Carnegie Museum of Art, Pittsburgh               | F 781 JH 2102 Musée       |
|         | Le Jardin de Daubigny                                       | juillet 1890  | 53 × 104 cm      | Musée d'Art de Hiroshima                         | F 776 JH 2104             |
|         | Le jardin de Daubigny avec un chat bleu                     | juillet 1890  | 50 × 101,5 cm    | collection privée Rudolf Staechelin              | F 777 JH 2105             |
|         | La Mairie d'Auvers-sur-Oise le 14 juillet                   | juillet 1890  | 93 × 72 cm       | collection privée Leigh B. Block, Chicago        | F 790 JH 2108             |
|         | Deux femmes à travers champs                                | juillet 1890  | 32 × 64 cm       | Musée d'Art McNay, San Antonio                   | F 819 JH 2112             |
|         | Chaumières à Chaponval                                      | juillet 1890  | 65 × 81,5 cm     | Kunsthaus de Zurich                              | F 780 JH 2115 Musée       |
|         | Champ de blé aux corbeaux                                   | juillet 1890  | 50,5 × 103 cm    | Musée Van Gogh, Amsterdam                        | F 779 JH 2117 Musée       |
|         | Champ de blé avec bleuets                                   | juillet 1890  | 60 × 81 cm       | Fondation Beyeler, Bâle                          | F 808 JH 2118             |
|         | Les champs                                                  | juillet 1890  | 50 × 65 cm       | collection privée                                | F 761 JH 2120             |
|         | Meules de foin sous un ciel pluvieux                        | juillet 1890  | 64 × 52,5 cm     | Musée Kröller-Müller, Otterlo                    | F 563 JH 2121             |
|         | Vue sur Auvers avec champ de blé                            | juillet 1890  | 34 × 42,1 cm     | Rhode Island School of Design Museum, Providence | F 800 JH 2122             |
|         | Les champs de blé avec Auvers en arrière-plan               | juillet 1890  | 43 × 50 cm       | collection privée                                | F 801 JH 2123             |
|         | Gerbes de blé                                               | juillet 1890  | 50,5 × 101 cm    | Dallas Museum of Art                             | F 771 JH 2125             |
|         | Racines d'arbres                                            | juillet 1890  | 50 × 100 cm      | Musée Van Gogh, Amsterdam                        | F 816 JH 2113             |

## Sources